# Tonpress
Tonpress – polskie wydawnictwo płytowe powstałe w latach 70. XX wieku. Według BIP Najwyższej Izby Kontroli Tonpress Sp. z o.o. od stycznia 1997 r. zaprzestała prowadzenia ksiąg rachunkowych. 19 maja 2009 Krajowa Agencja Wydawnicza Tonpress Sp. z o.o. została wpisana do rejestru przedsiębiorców.

## Katalog (niekompletny)

### Płyty winylowe[3]
- SX-T 1 VOX: Vox
- SX-T 2 Alex Band: Zderzenie myśli
- SX-T 3 Queen: The Best of Queen
- SX-T 4 różni wykonawcy: The Best of Tonpress
- SX-T 5 Izabela Trojanowska: Iza 1981
- SX-T 6 Budka Suflera: Za ostatni grosz 1982
- SX-T 7 Jethro Tull: Stormwatch
- SX-T 8 The Rolling Stones: Latest Greatest
- SX-T 9 Kornel Makuszyński: Przygody małpki Fiki Miki
- SX-T 10 różni wykonawcy: Knyps z Czubkiem / Paluszek
- SX-T 11 TSA: Live 1982
- SX-T 12 Izabela Trojanowska: Układy 1982
- SX-T 13 różni wykonawcy: O trzech braciach i latającym dywanie / Lampa Aladyna
- SX-T 14 różni wykonawcy: Jan Brzechwa – Pchła Szachrajka
- SX-T 15 różni wykonawcy: Leśna przeprowadzka / Były w lesie raz igrzyska
- SX-T 16 Brygada Kryzys: Brygada Kryzys 1982
- SX-T 17 Perfect: UNU 1982
- SX-T 18 różni wykonawcy: Maria Krüger – Baśnie (Dar rzeki Fly / Leniwy Tusi i jego poddani)
- SX-T 19 różni wykonawcy: Jan Brzechwa – Szelmostwa lisa Witalisa
- SX-T 20 różni wykonawcy: The Best of British Rockabilly
- SX-T 21 Jerzy Grunwald, Jan Hilton: Try
- SX-T 22 różni wykonawcy: Dzieci taty Abecadła
- SX-T 23 różni wykonawcy: Ośla skórka
- SX-T 24 Krzak: Krzak’i 1983
- SX-T 25 Inner Circle: Something So Good
- SX-T 26 Lady Pank: Lady Pank 1983
- SX-T 27 2 plus 1: Bez limitu 1983
- SX-T 28 różni wykonawcy: Jerzy Dąbrowski: To nie wszystko – mieć boisko
- SX-T 29 Reprezentacyjny Zespół ZHP Gawęda: W 80 minut dookoła świata
- SX-T 30 różni wykonawcy: Toto
- SX-T 31 różni wykonawcy: Karol Szymanowski – Stabat mater
- SX-T 32 różni wykonawcy: Krzysztof Penderecki – Te Deum
- SX-T 33 Wadim Brodski: Henryk Wieniawski
- SX-T 34 różni wykonawcy: The best of Tonpress 2
- SX-T 35 UB40: The Singles Album
- SX-T 36 Classix Nouveaux: Classics
- SX-T 37 Madness: Complete Madness 16 hit tracks
- SX-T 38 różni wykonawcy: Wielki czarodziej Oz
- SX-T 39 Peter Green: Portrait
- SX-T 40 Klaus Mitffoch: Klaus Mitffoch 1985
- SX-T 41 różni wykonawcy: Drzewko Aby Baby
- SX-T 42 różni wykonawcy: Karampuk
- SX-T 43 różni wykonawcy: Książę Lech i druhów trzech
- SX-T 44 różni wykonawcy: Kwiatki z Kwiateczkowa
- SX-T 45 Eddy Grant: At His Best
- SX-T 46 różni wykonawcy: Jadwiga Kozieradzka – Przygody trzech urwisów
- SX-T 47 różni wykonawcy: Wielka Niedźwiedzica
- SX-T 48 Wadim Brodski: Niccolò Paganini
- SX-T 49 Wadim Brodski: Johannes Brahms. Koncert skrzypcowy D-dur
- SX-T 50 Kapitan Nemo: Kapitan Nemo 1986
- SX-T 51 różni wykonawcy: Jeszcze młodsza generacja
- SX-T 52 Country Palace: Country Minstrels
- SX-T 53 różni wykonawcy: Baśń o złotym ptaku
- SX-T 54 różni wykonawcy: Miś Świata
- SX-T 55 różni wykonawcy: Ulubione melodie
- SX-T 56 różni wykonawcy: Hell Comes to Your House
- SX-T 57 Alex: Always
- SX-T 58 Wiesław Ochman: Narodziła nam się dobroć. Kolędy i pastorałki
- SX-T 59/60 Wiesław Ochman: Pieśni sakralne, pieśni południa
- SX-T 61 różni wykonawcy: Jak punk to punk
- SX-T 62 różni wykonawcy: O nieznośnej Ginah
- SX-T 63 New Order: Low Life
- SX-T 64/65 Tangerine Dream: Poland. The Warsaw Concert
- SX-T 66 różni wykonawcy: Franz Schubert – Trio fortepianowe op. 99
- SX-T 67 Aya RL: Aya RL 1985
- SX-T 68 różni wykonawcy: Królewskie echo
- SX-T 69 Depeche Mode: The Singles 81→85
- SX-T 70 Lech Janerka: Historia podwodna 1986
- SX-T 71 Reprezentacyjny Zespół ZHP Gawęda: Gawęda na deszcz i pogodę
- SX-T 72 różni wykonawcy: Wyprawa po skarby
- SX-T 73 Siekiera: Nowa Aleksandria 1986
- SX-T 74 różni wykonawcy: Gdyby nie ty Warszawo
- SX-T 75 Wadim Brodski: Henryk Wieniawski
- SX-T 76 różni wykonawcy: Pan Ropuch
- SX-T 77 różni wykonawcy: Psychoattack Over Europe!
- SX-T 78 Majka Jeżowska: A ja wolę moją mamę
- SX-T 79 różni wykonawcy: Trapcio : baśń muzyczna
- SX-T 80 Wadim Brodski: Beatles Symphony
- SX-T 81 Wadim Brodski: Camille Saint-Saëns
- SX-T 83 różni wykonawcy: O Janku Wędrowniczku / Szkolne przygody Pimpusia Sadełko
- SX-T 84 Depeche Mode: Black Celebration
- SX-T 85 Johnny Winter: Serious Business
- SX-T 86 Kentucky: Two Points West
- SX-T 87 Anna Jurksztowicz: Dziękuję nie tańczę
- SX-T 88 Sophia George: Fresh
- SX-T 89 Obywatel G.C.: Obywatel G.C. 1986
- SX-T 90 Nico: The Blue Angel
- SX-T 91 Jan Akkerman: It Could Happen to You
- SX-T 92 Venom: Possessed
- SX-T 93 Mondo Cane: Mondo Cane
- SX-T 94 Wadim Brodski: Wolfgang Amadeus Mozart
- SX-T 95 Tilt: Tilt 1988
- SX-T 96 TSA: Rock ’n’ Roll 1988
- SX-T 97 Marek Drewnowski: Fryderyk Chopin – Koncert fortepianowy f-moll op. 21
- SX-T 98 Michał Urbaniak, Władysław Sendecki: Recital
- SX-T 99 różni wykonawcy: Kot, który zawsze chadzał własnymi drogami / W jaki sposób został napisany pierwszy list
- SX-T 100 Lombard: Wings of a Dove
- SX-T 101 różni wykonawcy: 2nd Psychoattack Over Europe
- SX-T 102 Gábor Szabó: Belsta River
- SX-T 103 Rolf Ericson, Johnny Griffin: Sincerely Ours
- SX-T 104 Thad Jones: Greetings and Salutations
- SX-T 105/6 Venom: Eine kleine Nachtmusik
- SX-T 107 Joy Division: Unknown Pleasures
- SX-T 108 Joy Division: Closer
- SX-T 109 New Order: Brotherhood
- SX-T 110 Gábor Szabó: Small World
- SX-T 111/2 Iron Maiden: Live After Death
- SX-T 113 Wildwood: Dawn
- SX-T 114 Misty in Roots: Live at the Counter Eurovision '79
- SX-T 115 The Smiths: The Smiths
- SX-T 116 Exumer: Possessed by Fire
- SX-T 117 220V: Mind Over Muscle
- SX-T 118 Monaco Blues Band: Mud, Blood and Beer
- SX-T 119 Marek Drewnowski: Domenico Scarlatti – Sonaty
- SX-T 120 różni wykonawcy: Piosenki i wiersze zielonej półnutki
- SX-T 121 ABBA: Live
- SX-T 122 Agnetha Fältskog: Wrap You Arms Around Me
- SX-T 123 różni wykonawcy: Gdynia 1988
- SX-T 124 Papa Dance: Nasz ziemski Eden
- SX-T 125 Jerry Lee Lewis: 20 Original Rock’n’Roll Hits
- SX-T 126 Ray Charles: This Love of Mine
- SX-T 127 Glenn Miller and His Orchestra: In the Mood
- SX-T 128 Chuck Berry: Greatest Hits
- SX-T 129 Reportaż: Reportaż
- SX-T 130 The Continentals: For You Baby
- SX-T 131 Whoyos: Whoyos
- SX-T 132 różni wykonawcy: Metal Shock
- SX-T 133 różni wykonawcy: Śmichy-chichy na wyspie Umpli-Tumpli
- SX-T 134 różni wykonawcy: Baśń o sześciu łabędziach
- SX-T 135 różni wykonawcy: Golden Oldies
- SX-T 136 różni wykonawcy: Legenda o zatopionym mieście
- SX-T 137/8 różni wykonawcy: Mowgli – syn dżungli
- SX-T 139 różni wykonawcy: Wyssane z palca – Piosenki Jana Brzechwy
- SX-T 140 różni wykonawcy: Bajka o innej grzywie
- SX-T 142 Atomkraft: Atomkraft
- SX-T 143 różni wykonawcy: The Best of Italo Disco
- SX-T 144 Cocteau Twins: Treasure
- SX-T 145 różni wykonawcy: Lonely Is an Eyesore
- SX-T 146 różni wykonawcy: E.T.A. Hoffmann – Dziadek do orzechów
- SX-T 147 różni wykonawcy: Trzy świnki; Nie płacz koziołku
- SX-T 148 Made in Poland: Made in Poland 1989
- SX-T 149 różni wykonawcy: W Karzełkowie
- SX-T 150 różni wykonawcy: Ptaki i inne zwierzaki
- SX-T 151 różni wykonawcy: Bieży kaczka po dolinie
- SX-T 153 The Smiths: The Queen Is Dead
- SX-T 154 różni wykonawcy: Gdybym był królem...
- SX-T 155 różni wykonawcy: Piotr Jerszow – Konik Garbusek
- SX-T 156 różni wykonawcy: Golden Oldies vol. 2
- SX-T 157 różni wykonawcy: Cisza jest... nic się nie dzieje 1988
- SX-T 162 Turbo: Alive! 1988
- SX-T 163 Aya RL: Aya RL (niebieska) 1989
- SX-T 165 różni wykonawcy: Generał Ferdynand Wspaniały
- SX-T 166 Bielizna: Taniec lekkich goryli 1989
- SX-T 167 Pere Ubu: Terminal Tower
- SX-T 168 2 plus 1: Antidotum 1989
- SX-T 169 Jan Skrzek: Nikt nie zawróci kijem Wisły
- SX-T 170/1 New Order: Substance 1987
- SX-T 172 Silver Mountain: Roses and Champagne
- SX-T 173 Twinkle Brothers: The Age of Reggae
- SX-T 174 Dave Travis: Jukebox Cadillac
- SX-T 179 różni wykonawcy: Neorockabilly Story
- SX-T 180 Destroyers: Noc królowej żądzy 1989
- SX-T 181 Bai Bang: Enemy Lines
- SX-T 182 George Wadenius: Cleo
- SX-T 185 Frankie Laine: His Greatest Hits
- SX-T 187/8 różni wykonawcy: Greenpeace. Rainbow Warriors
- SX-T 190 Black Sabbath: Paranoid
- SX-T 192 Charizma: Rock the World
- SX-T 193 Sarah Vaughan: That Old Black Magic
- SX-T 194 różni wykonawcy: Bajkostop
- SX-T 197 Blustro: Blues pod kominem
- SX-T 202 Hammer: Hammer
- SX-T 203 Savage: Greatest Hits
- SX-T 204 Ricky Nelson: Greatest Hits
- SX-T 205 Turbo: 1980–1990
- SX-T 206 Georgie Fame: At His Best
- SX-T 207 Nina Simone: Love Me Or Leave Me
- SX-T 208 różni wykonawcy: The Best of Italo House

### Single winylowe

#### Single winylowe SM
- SM-1 Opole ’75 – Andrzej Rosiewicz: Zakochany bałwan / Alibabki: Odkładana miłość
- SM-2 2 plus 1: Na naszym piętrze / Nowina bez pieniędzy
- SM-3 Opole ’75 – Krystyna Prońko: Niech moje serce kołysze ciebie do snu / Czekanie na piosenkę
- SM-4 Opole ’75 – Wojciech Młynarski: Tango retro / Absolutnie
- SM-9 Opole ’75 – Irena Santor: Idzie miłość / Elżbieta Wojnowska Mały szary człowiek
- SM-15 Anna Jantar: Mój tylko mój / Anna Jantar z zespołem Alibabki: Mój świat zawsze ten sam
- SM-17 SPPT Chałturnik: Rose Room / Lampasiasty
- SM-19 różni wykonawcy – Trubadurzy: Kiedy dzień za nocą goni / Jadwiga Strzelecka: Gdzie ten świat młodych lat
- SM-21 Gene Vincent: Roll Over Beethoven / Be-Bop-A-Lula
- SM-23 Urszula Sipińska: Moja mama grała mi / Fortepian w rzece
- SM-25 Stan Borys i Maryla Rodowicz: Dziś prawdziwych Cyganów już nie ma / Stan Borys: Czułość
- SM-28 różni wykonawcy – Zdzisława Sośnicka: Żyj sobie sam / Partita: Kto nauczy nas żyć
- SM-29 różni wykonawcy – Jerzy Połomski: Każdemu wolno kochać / Irena Santor: Ach, jak przyjemnie
- SM-32 Edward Hulewicz: Za to wszystko co przed nami / Różowe miasto
- SM-35 Andrzej Rosiewicz: Czterdzieści lat minęło / My tańczymy jak brat z siostrą
- SM-37 Karol Szymanowski: Mazurek Op.50 nr 13 Moderato / Mazurek Op.62 nr 1 Moderato
- SM-44 Opole ’76 – Maryla Rodowicz: Sing sing / Damą być

#### Single winylowe S od 1 do 300
- S-5 Irena Santor: Wiem, że to miłość / Jak wolny ptak
- S-6 Eskadra – Wanda Barska: Serce za uśmiech / U. Wrzeszcz: Wiosna na poligonie
- S-7 Józef Nowak: Piosenka wiarusa / Adam Zwierz: Frontowa przyjaźń
- S-8 Opole ’75 – SBB i Halina Frąckowiak: Brzegi łagodne / SBB: Z których krwi krew moja
- S-10 Opole ’75 – Andrzej Dąbrowski: Bywaj nam Mary Ann / Eden: Oko za oko
- S-11 Opole ’75 – Skaldowie: Wszystko kwitnie wkoło / Życzenia z całego serca
- S-12 Krzysztof Krawczyk: Deszczowe spotkania / Czym dla wojska jest piosenka
- S-13 Bogdana Zagórska: W twoich oczach / Bądźcie dobrzy dla zakochanych
- S-14 ROWP: Narodowy Hymn Polski / Międzynarodówka
- S-15 Anna Jantar: Mój, tylko mój / Mój świat zawsze ten sam
- S-16 Jolanta Kubicka: A mnie tam wszystko jedno / Dopóki mamy siebie
- S-18 Kapela Czerniakowska: Tango czerniakowskie / Walc cwaniacki
- S-20 Irena Jarocka: Sto lat czekam na twój list / By coś zostało z tych dni
- S-22 Maryla Rodowicz: Gadu, gadu / Zapamiętaj
- S-24 Happy End: Happy End / Żyj aby kochać
- S-25 Maryla Rodowicz i Stan Borys: Dziś prawdziwych Cyganów już nie ma / Czułość
- S-26 Teresa Tutinas: Czemu mnie nie chcesz / Niewielka miłość
- S-27 Anna Jantar: Staruszek świat / Dzień bez happy endu
- S-30 Krzysztof Krawczyk: Parostatek / Oczy Marii
- S-31 Susanne & Me: Looking for Clancy / Just Like a Picture Show
- S-33 Krzysztof Krawczyk: Rysunek na szkle / Pogubiłem drogi
- S-34 Budka Suflera: Z dalekich wypraw / Fragment suity „Szalony koń”
- S-36 Arp Life: Bilbao / Bu-bu
- S-38 Alicja Majewska: Nasze pierwsze słowa / Na przekór wszystkim będę spać
- S-39 Blues & Rock Wojciecha Skowrońskiego: Kiedy świat jest więcej wart / Rock and roll i ja
- S-40 Ptaki – Teatr przy kawie: Wieczór pełen wrażeń / Nasze kochanie
- S-41 2 plus 1: A ty się z tego śmiej / Urodzeni nad Wisłą
- S-42 Czerwone Gitary: Port piratów / Jej uśmiech
- S-43 Buddy: Rock Around the Rock / Susanne and Me
- S-45 Halina Frąckowiak: Pieśń Geiry / Otwieram list, brązowy wrzesień
- S-46 Kołobrzeg '76 – Daniel: Myśmy są wojsko / List z frontu
- S-47/48 2 plus 1: Odpłyniesz wielkim autem / Miłość Narcyza // Śpiewanki malowanki / Oj biedne panny
- S-49/50 Krzysztof Krawczyk: Byle było tak / Parostatek // W przemijaniu dniu / Rysunek na szkle
- S-51 2 plus 1: It’s No the Way to Say Goodbye / Outing
- S-52 Andrzej Frajndt: Podaj rękę w taki czas / Zanim luną deszcze
- S-53 Anna Pietrzak: Raz kiedy spada gwiazda / Chcę ostro żyć
- S-54 Krzysztof Krawczyk: River Boat / Going Through Live
- S-55 Locomotiv GT: Higher and Higher / Lady of the Night
- S-56 Locomotiv GT: Rock Yourself / Serenada-blues
- S-57/58 Mazowsze: Furman / Walczyk jubileuszowy // Kukułeczka / Ej, przeleciał ptaszek
- S-59 Cindy Kent: I Only Want to Be in the World / Lovin’ Is Easy
- S-60 Kram: Nem baj / General Girls: Teli dal
- S-61 Kram: W rytmie funky / Zatańcz z nami tango funky
- S-62 Vistula River Brass Band: Ententainer / Panama rag
- S-63 Frankie Miller Band: A Fool in Love / The Rock
- S-64 Arp Life: Tango jalousie / Adelajda
- S-65 Alicja Majewska: Kropla dnia / Nie mów jestem sam
- S-66 Alicja Majewska: Dopóki się da / Jeśli kocha cię ktoś
- S-67 Stanisław Wenglorz: Czas ci pomoże / Odpocząć
- S-68 Smokie: Living Next Door to Alice / Don’t Play Your Rock’n’Roll to Me
- S-69 Anna Pietrzak: Wszystko jest jak było / Nie ciebie, nie siebie mi żal
- S-70 David Dundas: Another Funny Honeymoon / Daisy Star
- S-71 Maryla Rodowicz: Proszę sądu / Sto koni
- S-72 Maryla Rodowicz: Serdeczny mój / Byłam sama jestem sama
- S-73 Happy End: Żegnaj Jenny Lou / Tak blisko ciebie mam
- S-74 Hot Chocolate: So You Win Again / A Part of Being With You
- S-75 Marie Myriam: L’oiseau et l’enfant / On garde toujours
- S-77 Czerwone Gitary: Nie spoczniemy / Trzecia miłość – żagle
- S-78 Petra Cernocka: Nakladak / Pribeh jedne slavne sazky
- S-79 różni wykonawcy „Opole ’79” – Marek Grechuta: Hop szklankę piwa / Jonasz Kofta: Song o ciszy
- S-80 Black Blood: Amanda / Rastiferian
- S-81 Elżbieta Starostecka: Za rok może dwa / Precz z moich oczu
- S-82 Helena Vondráčková: Malowany dzbanku / Lasko ma je stunu
- S-83 Cliff Richard: Hey Mr Dream Maker / My Kinda Life
- S-84 Maryla Rodowicz: Bossa nova do poduszki / Mały barek w Santa Cruz
- S-85 Grażyna Łobaszewska: Gdybyś / Dzień jak blues
- S-86 Irena Jarocka: Garść piasku / Chyba się warto o mnie bić
- S-87 różni wykonawcy „Z repertuaru Elvisa Presleya”: Moody Blue / Way Down
- S-88 Queen: Bohemian Rhapsody / Death on Two Legs
- S-89 Queen: Somebody to Love / Long Away
- S-90 V Radiowy Konkurs na Piosenkę dla Młodzieży – Familia: Jak być sobą / Andrzej i Eliza: Wędrujemy
- S-91/2 Leo Sayer: Everything I’ve Got / When I Need You // Thunder in My Heart / Easy to Love
- S-93 Rory Gallagher: Secret Agent / Souped Up Ford
- S-94 UFO: Shoot Shoot / Doctor, Doctor
- S-95 Ada i Korda: Lepiej nie łam się / Dzień bez miłości
- S-96 Halina Frąckowiak: Wzejdę polnym makiem / Jesteś spóźnionym deszczem
- S-97 Anna Jantar: Kto powie nam / Dżinsowe maniery
- S-98 Prometheus: O chorismos / Elpidia kiani
- S-99 Andrzej Tenard: Tańcząc z dnia na dzień / Od paru chwil
- S-100 Smokie: For a Few Dollars More / Needles and Pins
- S-101 Krzysztof Krawczyk: Jak minął dzień / Pamiętam ciebie z tamtych lat
- S-102 Jiří Schelinger: Svihak lazensky / Ja se mam
- S-103 Irena Santor: Kto spotka Warszawę / Szkoda róż
- S-104 Andrzej Kurylewicz: Polskie drogi / Szarża
- S-106 Jiří Korn: Když Lola pila pátý drink / Neplakej
- S-107 Petra Janu: Hrajte stary rockendrol / To je spravne
- S-108 2 plus 1: Ding-dong / W ringo graj ze mną
- S-109 Exodus: Uspokojenie wieczorne / To co pamiętam
- S-110/1 Alicja Majewska śpiewa piosenki Jeremiego Przybory: Jaka to rzecz / Niepotrzebna mi taka miłość jak twoja // Nareszcie / Debiut
- S-112 różni wykonawcy – Andrzej Dąbrowski: Tango Mundial / Andrzej Tenard Gramy o finał
- S-113/5 różni wykonawcy „Interkosmos 1978” – Kazimierz Kowalski: Witaj kosmosie / Andrzej i Eliza: Kowalski w kosmosie // Krystyna Prońko: Homo kosmos / Henryk Derewenda: Kim jest człowiek // Między niebem a ziemią / Alibabki: Kosmos '79
- S-116 Andrzej i Eliza: Zostawimy miasto za zakrętem / Mija dzień za dniem
- S-117 muzyka z filmu Nie zaznasz spokoju komp. Jarosław Kukulski: Nie zaznasz spokoju / Nie zaznasz spokoju
- S-118 różni wykonawcy – Donna Summer: I Love You / Tina Charles: I Love to Love
- S-119 Old Metropolitan Band: Bandoska / Banana-banana
- S-120 Kate Bush: Wuthering Heights / Kite
- S-121/122 Anna Jantar: Tylko mnie poproś do tańca / Let Me Stay // Nie wierz mi, nie ufaj mi / Zawsze gdzieś czeka ktoś
- S-123 Józef Skrzek: Szczęśliwi z miasta „N” / Andantino x 107
- S-124 SBB: Reko-reko / Serenada
- S-125 Kazimierz Kowalski: Wypiłem miarkę miodu / Życiowa nauka
- S-126 Wawele: Biały latawiec / Nie szkoda róż
- S-127 Piotr Witomski: Legia górą / Andrzej Tenard: Legio, Legio – staraj się
- S-128 Marek Grechuta, Anawa: Muza pomyślności / Głos
- S-129/130 Elżbieta Wojnowska: Sztuczny miód / Bywa, że miłość umiera młodo // Mur / Rzuciłabym to wszystko
- S-131 Paul McCartney & Wings: With a Little Luck / Backward’s Traveller Cuff Link
- S-132 Boney M.: Rivers of Babylon / Brown Girl in the Ring
- S-133 Václav Neckář: Ten chleb je tvuj i muj / Krizovatky
- S-134 Zdzisława Sośnicka: Raz na jakiś czas / W każdym moim śnie
- S-135 Zdzisława Sośnicka: Nie czekaj mnie w Argentynie / Pamiętam wczoraj
- S-136 No Dice: Silly Girl / Happy Is the Schoolyard
- S-137 Crash:  Michałek / Grażyna Łobaszewska: Pejzaże
- S-138 Kwadrat: Polowanie na leśniczego / Quasimodo
- S-139 Kombi: Wspomnienia z pleneru / Przeciąg
- S-140 Renata Danel: Wszystko w jednym słowie / Chcę wiedzieć, chcę przeczuć
- S-141 Irena Santor: Telegram miłości / Potrafię serce nieść
- S-142 The Rolling Stones: Miss You / Far Away Eyes
- S-143 Eleni Dzoka: Fitepsa elia / Den ksero
- S-144 Taveres: The Ghost of Love / More Than a Woman
- S-145 Grzegorz Markowski: Little Things / Życie długo trwa
- S-146 Lidia Stanisławska: Gwiazda nad tobą / Na zawsze mój
- S-147 Andrzej Tenard: Zielona tęsknota / Obejmuj mnie tylko raz
- S-148 Ten Years After: I’m Going Home / Love Like a Man
- S-149 Hana Zagorová: Duhova vila / Kamarad
- S-150 Zbigniew Namysłowski: Kaloryfer / Wiadomości z pierwszej ręki
- S-151/152 Andrzej i Eliza: Coraz mniejszy świat / Zostawimy miasto za zakrętem // Życie jest jakie jest / Mój najdziwniejszy świat
- S-153 Helena Vondráčková: Ctyrlistejcek / Trapim se jen vlasni hlouposti
- S-154 Krystyna Prońko: Senna kołysanka / Na drogach i bezdrożach
- S-155 Andrzej Dąbrowski: Pieśń dla syna / Wszyscy tańczyli całą noc
- S-156 Danuta Stankiewicz: Ta miłość jest naszą nadzieją / Sposób na niego
- S-157 Alicja Majewska: Chcę pokochać cię od nowa / Szczęśliwej podróży
- S-158 Happy End: Przekwitają bzy / Przypływ
- S-159 Anna Jantar: Dyskotekowy bal / Kto umie tęsknić
- S-160 Ferrari: Amore mio / Sing signorina
- S-161 Henri Seroka: Preuds le temps de rever / Dreaming
- S-162 George Baker Selection: Rosita / Think
- S-163 Irena Jarocka: Niech tańczą nasze serca / Mój słodki Charlie
- S-164 Urszula Sipińska: Limit czasu, czyli czy mnie jeszcze pamiętasz / Wypożyczalnia snów
- S-165 Rory Block: Hard Workin Woman / Thank You Anyway
- S-166 Jethro Tull: Moths / ...and the Mouse Police Never Sleeps
- S-167 Bacily: Dyskoteka / Disko – basil
- S-168 Bogusław Mec: Z wielkiej nieśmiałości / Mały biały pies
- S-169 Kazimierz Kowalski: Flirt z Mefistofelesem / Mów o mnie mniej
- S-170 Hot Chocolate: I’ll Put You Together Again / West End of Park Lane
- S-171 Kate Bush: The Man With the Child in His Eyes / Moving
- S-172 Paul Gee: Heaven Above / Weekend Girl
- S-173 Danuta Mizgalska: Ze wspomnień został ledwie ślad / Może ja,może ty
- S-174 Wały Jagiellońskie: Tylko mi ciebie brak / Wars
- S-175 Piosenki strażackie – Zofia Merle: Mój strażak / Bogumił Kłodkowski: Tango w remizie
- S-176 zespoły dziecięce: Absolutnie ciebie lubię / Beztroski świat
- S-177 Śpiewajmy razem – Bajm: Przepis na świat / Maria Jeżowska i Wiesław Chojnacki: Zwykły list choć wiersz
- S-178 Renata Danel: Pusto w sercu / Najważniejsze są nasze marzenia
- S-179/180 Pod Budą: Prowadź mnie ulico / Gdy mnie kochać przestaniesz; Przy niedzieli zabawa // Piosenka o starych sąsiadach / Wtedy tylko jeszcze chcieć
- S-181 Pod Budą: Bardzo smutna piosenka retro / Ballada o ciotce Matyldzie
- S-182 Pavel Hammel: 3375 / Ucitelka tance
- S-183/4 Jan Wołek: Piosenka dla chłopców od Brugela / Pory roku przy mojej ulicy // Piosenka do przyjaciół / Dla jednego wariata co za mną lata
- S-185/6 Elżbieta Adamiak: Jesienna zaduma / Zielnik wierszy // Błogostan / Bajka o tym, jak wigilijna noc wychodziła za mąż
- S-187 Krzak: Czakuś / Maszkaron
- S-188 Irina Ponarowska: Twoja wina / Moje serce zostało w Warszawie
- S-189/190 różni wykonawcy (artyści scen warszawskich): Czarodziej – władca uśmiechu (bajka muzyczna)
- S-191 Novi Singers: The Fool on the Hill / La Fiesta; Ole Guappa
- S-192 Novi Singers: The Kid from the Red Bank / It’s Nearness of You
- S-193 Emilia Czerwińska: Nie żałujmy tej miłości / Szczęście przyjdzie na pewno
- S-194 Z rep. zespołu ABBA: Summer Night City / z rep. zespołu Smokie: Mexican Girl
- S-195 Bogdan Gajkowski: Dzieci muzyki / Będzie niedziela
- S-196 Bogusław Mec: Szukam ciebie / Jej portret
- S-197 Queen: Bicycle Race / Spread Your Wings
- S-198 Jiří Schelinger: Ptaji se lide / Coz takhle dat si spevat
- S-199 VI Radiowy Konkurs „Studia Młodych” – Renata Danel: Na przekór pogodzie / Andrzej Ellman: Tu dobrze mi
- S-200 Boney M.: Rasputin / Nightflight to Venus
- S-201 Suzi Quatro, Chris Norman: Stumblin’in / A stranger with You
- S-202 Karin Stanek: Hey Schnucki, komm’ tanz’ mal Boogie Woogie / Bye, Bye
- S-203 Karin Stanek: Tango Gitano / Ich hab’ schon so manches falsch gemacht
- S-204 Eruption: Leave a Light... / I Can’t Stand the Rain
- S-205 Frankie Miller: Darlin / Drunken Nights in the City
- S-206 The Babys: I Love How You Love Me / Over and Over
- S-207 różni wykonawcy – Waldemar Kocoń: Uśmiechnij się mamo / Violetta Villas: Do ciebie mamo
- S-208 2 plus 1: Orkiestra klownów / Oszczędzaj serce
- S-209 Stefan Zach Pyłem księżycowym / Dyl Sowizdrzał
- S-210 Czerwone Gitary: Remedium / Śpiewka żeglarska
- S-211 Homo Homini: Może w maju, może w grudniu / Mam skłonności do przesady
- S-212 Andrzej Dąbrowski: Tango Mundial / Andrzej Tenard: Gramy o finał
- S-213 ABBA: Chiquitita / Lovelight
- S-214 Anna Jantar: Baju-baj proszę pana (Jambalaya) / Radość najpiękniejszych lat
- S-215 Exile: Never Gonna Stop / Kiss You All Over
- S-216 The Chaplin Band: Madman’s / American Gypsy: Water Boy
- S-217 Racing Cars: Bring on the When I’m Walkin Home
- S-218 Henri Seroka: La grande idee / Pancake, Snakes, Jazz, Bar and Grill
- S-219 Henri Seroka: L’odyssee / A regarde filer ces oiseaux
- S-220 Olivia Newton-John: A Little More Love / Borrowed Time
- S-221 Charles Aznavour: I Will Warm Your Heart / Deux guitares
- S-222 Charles Aznavour: Take Me Along / Pretty Shitty Days
- S-224 Blondie: Heart of Glass / Hanging on the Telephone
- S-225 Matia Bazar: Tu semplicita / Solo tu
- S-226/7 Zdzisława Sośnicka: A kto się kocha w tobie / Nuda // Chcę być z tobą sam na sam / Czy to warto
- S-228 Krzysztof Krawczyk dzieciom: Dla Karoliny / Dla Krzysia
- S-229 Old Metropolitan Band: Marsz P / Janczar
- S-230 Orkiestra strażacka: Marsz strażaków / Pieśń Mazowsza
- S-231 Nick Gilder: Here Comes the Night / Hot Child in the City
- S-232 Village People: Y.M.C.A. / Woman
- S-234 Kazimierz Kowalski: Che sera / Co pani będzie robić dziś wieczorem
- S-235 Wawele: Niech żyje deszcz / Zostań z nami melodio
- S-236 Andrzej Bert: W pełni lata przed południem / Pierwszy akt
- S-237 Ada i Korda: Masz na mnie sposób / Wyspa marzeń
- S-238 Václav Neckář: Pisen pro Joriku / Co je to svet
- S-239 Petra Janu: Modorest / Kaleidoskop
- S-240 Waldemar Kocoń: Moje chryzantemy / A kiedy będziesz
- S-241 Exodus: Dotyk szczęścia / Niedokończony sen
- S-242 Plastic Bertrand: Ca plane pour moi / Cliche cliche
- S-243 Anna Jantar: Hopelessly Devoted to You / Stanisław Sojka: You’re the One That I Want
- S-244 różni wykonawcy „Śpiewajmy razem” – Bajm: Piechotą do lata / Ballada: Wycinanki
- S-245 Krzysztof Krawczyk: Lola z Honolulu / On jest super – Supermen
- S-246 Kazimierz Kowalski: Słowiańska dusza / Love will Find me
- S-247 2 plus 1: Taksówka nr 5 / Z popiołu i wosku
- S-248 Exodus: Ostatni teatrzyk objazdowy / Ostatni teatrzyk objazdowy
- S-249 Symfoniczna Orkiestra Włościańska: Kusy Janek; Młodzian / Hej zawracaj; He, he, he
- S-250 Symfoniczna Orkiestra Włościańska: Żaby wśród wiosny / Świr, świr; Na rynku
- S-251 VOX: Lucy / Serce sierota
- S-252 Monastyr: Ten kto wie / Rzeki snu
- S-253 Wawele: Na dobry los / Czwarta nad ranem
- S-254 Emilia Czerwińska: Kto mnie wie, to mnie wie / Ładny ten świat
- S-255 Happy End: Moje życie ma na imię ty / You Are the Queen of My Heart
- S-257 Homo Homini: Za siebie / W rabarbarowym gaju
- S-258 Waldemar Matuška: Nebe plne balounu / Chtel isem byt kovbojem
- S-259 różni wykonawcy – Mario Hribersek: I Remember Elvis Presley / Janez Puh: Don’t Let Me Be Misunderstood
- S-260/1 Irena Jarocka: Piosenka spod welonu / Mon Harley Davidson // Plaisir d’amour / Aranjuez mon amour
- S-262 Eleni Dzoka Disco buzuki: Buzuki – It’s My Love / Come Back Tomorrow
- S-263 Krzak: Przewrotna samba / Dla Fredka
- S-264 Art Sullivan: Monsieur Chopin / Fan fan fan
- S-265/6 Bogusław Mec: Z wielkiej nieśmiałości / Ramblin’rose // W białej ciszy powiek / Może znajdę
- S-267 VOX: Stayin’ Alive / More Than a Woman
- S-268 Dżamble: Jak zmienić świat / Just the Way You Are
- S-269 Bajm: Wędrujemy / Rano
- S-270 Alibabki: Chcę podróżować gdzieś w nieznane / Z tobą na koniec świata
- S-271 Dean Reed: Hey Biladi / Cindy
- S-272 Czesław Niemen: Nim przyjdzie wiosna / Pokój
- S-273 Krzysztof Krawczyk Castelbar International Song Contest '79: Never call it a day / Don’t say goodbye
- S-274 Kombi: Hej Rock’n’Roll / Przytul mnie
- S-275 Fonográf: Greyhound / Lonesome Once Again
- S-276 Neoton Família: Let’s Go Dancing / Hear Me
- S-277 Krystyna Prońko: Jutro zaczyna się tu sezon / Poranne łzy
- S-278 Boney M.: Oceans of Fantasy / Bahama Mama
- S-279 Hana Zagorová & Drupi: Setkani / Kosmicky sen
- S-280 Anna Jantar: Wielka dama tańczy sama / Moje jedyne marzenie
- S-281 Václav Neckář: Dite snu / Nautilus
- S-282 Art Sullivan: Viens pres de moi / Sur le bord d’une vie
- S-283 Anna Jantar: Gdzie są dzisiaj tamci ludzie / Nie ma piwa w niebie
- S-284 Alex Band: Moje igloo / Bayou bottom
- S-285 Urszula Sipińska: Pamiętam nas / Płynąć
- S-286 Maanam: Hamlet / Oprócz
- S-287 Irena Santor „Malowanki polskie” – Wiosna; Lato / Jesień; Zima
- S-288 Zdzisława Sośnicka: Żegnaj lato na rok / Tak chciałabym twoją żoną być
- S-289 NH3 Band: Rock in CH / Need You
- S-290 Jazz Band Ball Orchestra: OK You Win / Sweet Georgia Brown
- S-291 Helena Vondráčková: Tentokrat se budu smat ja / Devce smulu mas je muj
- S-292/3 różni wykonawcy: Leśny rajd (dla dzieci; autor: Jerzy Dąbrowski)
- S-294 Dżamble: Szczęście nosi twoje imię / Lady Love
- S-295 Homo Homini: Więcej przed nami niż za nami / Szkoda każdego dnia
- S-296 Budka Suflera: Sekret / Motyw z Jasnorzewskiej
- S-297 Kazimierz Kowalski: Marsz bliski sercu / Marszem przez Polskę
- S-298 Mazowsze: Rosła kalina / Pieśń wieczorna
- S-299 Dżamble: Bezsenność we dwoje / Jeszcze w sercu radość
- S-300 Teresa Haremza: Gwiezdny pył / Będę śpiewać, śpiewać

#### Single winylowe S od 301 do 678
- S-301 Krzysztof Krawczyk Zabawa w stylu folk / Miłość lubi trochę kłotni
- S-302 Skaldowie Nie oślepiaj / Nocni jeźdźcy
- S-303 Porter Band Refill / I Miss You
- S-304 Wojciech Gąssowski Zielone wzgórza nad Soliną / Dieta cud
- S-305 Happy End Czekam tego dnia / Letter to Tennessee
- S-306 Asocjacja Hagaw I’m Crazy 'bout My Baby / I Wake up
- S-307 J. Kratochvílová Disco balo tango / Gdybys umiel to co saxofon
- S-308 Różni wykonawcy – Marika Gombitová „Studentska laska” / Miroslav Žbirka „Zozni”
- S-309 Renata Danel Pada śnieg / Nie pytaj tylko idź
- S-310 Stefan Zach Ogród przedziwny / Rozpalają się do białości
- S-312 Exodus Spróbuj wnieść się wyżej / Jest taki dom
- S-313 VOX I’d Never Give It Up / In Your Eyes I Can See Two Skies
- S-314 Pink Floyd Another Brick in the Wall / One of my Turns
- S-315 Hanna Banaszak Moknie w deszczu diabeł / Miasto samotnych serc
- S-316 Hanna Banaszak Jesienny pan / Trzeci kadr
- S-317 Gawęda / Krzysztof Krawczyk Witamy na Ursynowie / Znalazłem Ciebie na Ursynowie
- S-321 Jiří Korn Klaudie / Zal se odklada
- S-322 Hana Zagorová Zavrat / Zda se
- S-327 Alex Band Ajoka / Hallo Herbie
- S-328 Maanam Boskie Buenos / Żądza pieniądza
- S-329 Irena Jarocka To za mało / Nie odchodź jeszcze
- S-330 Andrzej i Eliza Kuglarskie sztuczki / Życie na nowo
- S-331 Elżbieta Jodłowska Szeptak / Kwiat paproci
- S-332 Izabela Trojanowska Tyle samo prawd ile kłamstw / Komu więcej, komu mniej
- S-333 Wojciech Karolak Discopus No.1 (część 1) / Discopus No.1 (część 2)
- S-334 Maanam Szare miraże / Stoję, stoję, czuję się świetnie
- S-335 / 6 Piosenki z filmu muzycznego Alice – „Love is the Answer”, „Maybe I’m in Love Again” / „Hello My Friend”, „Disco Dream”
- S-337 Bajka Z przygód krasnala Hałabały
- S-338 Krzysztof Krawczyk To, co dał nam świat / Już nie obejrzę cię
- S-339 Grażyna Świtała U zbiegu dobrych rzek / Wróć tu z pogodą
- S-340 Andrzej Zaucha Wieczór nad rzeką zdarzeń / Dom złej dziewczyny
- S-341 Hot Chocolate No Doubt About It / Gimme Some of Your Loving
- S-342 Blondie Atomic / Die Young Stay Pretty
- S-343 Nick Gilder Electric Love / Worlds Collide
- S-344 Rory Gallagher Hellcat / Coutry Mile / Philby
- S-346 Porter Band Freeze Everybody / Brave Gun
- S-347 Różni wykonawcy – Ewa Bem „Z tobą, bez ciebie” / Alicja Majewska „Jeszcze się tam żagiel bieli”
- S-348 Renata Danel Masz zbyt bujną wyobraźnię / Nie zatrzymuj wspomnień
- S-349 Różni wykonawcy – Zbigniew Zamachowski „Kołysanka” / Beanus „Proszę pana”
- S-351 John Mayall Hard Going Up / Sweet Honeybee
- S-352 Wiersze dla dzieci
- S-353 Izabela Trojanowska Tydzień łez / Wszystko czego dziś chcę
- S-354 Knyps z Czubkiem
- S-355 / 6 Jan Pietrzak „Dziewczyna z PRL-u”, „Ale najgorzej” / „Żeby Polska”, „Tylko jeden”
- S-357 Jerzy Rybiński Deszcz w obcym mieście / Już zapomniałem cię jak sen
- S-358 Homo Homini Lilly the Pink / Rym do rymu
- S-359 Andrzej Frajndt Na mniej szczęśliwe dni / Kochani ludzie
- S-360 Kasa Chorych Szalona Baśka / Blues chorego
- S-361 Krystyna Giżowska You Don’t Bring Me Flowers / To w starych filmach tak jest
- S-362 Maria Jeżowska Od rana mam dobry humor / Reggae o pierwszych wynalazkach
- S-363 Maryla Rodowicz Leżę pod gruszą / Bierz mnie
- S-364 Andrzej Rosiewicz Najwięcej witaminy / Jak przyjemnie pokowboić
- S-365 / 6 Bajka Przygody Rafałka i karpia Polikarpa
- S-367 Krzak Funky 608 D / Kołysanka dla Maciusia
- S-368 Eleni To nie sztuka / Czas dzieciństwa
- S-369 Turbo W środku tej nocy / Byłem z tobą tyle lat
- S-370 Dariusz Kozakiewicz Henio na wczasach / Narodziny Karoliny
- S-371 Budka Suflera Nie wierz nigdy kobiecie / Rok dwóch żywiołów
- S-372 NH3 Band Rock in CH / Need you
- S-373 Kylans Rockorkester Frihets Blues / Killarnas Fantom
- S-374 Puzzle Living in Love / Disco hop-Part!
- S-375 Scorpio Nyari estan / Aje oreg orgona-Gyula jatzz
- S-376 Mosiah Trying to Kill Us / Don’t Chant Me
- S-377 Elżbieta Starostecka Kolędy „Cicha noc” / „Lulajże Jezuniu”
- S-378 Mazowsze Wśród nocnej ciszy / Bóg się rodzi
- S-379 Wały Jagiellońskie Wariacje na temat skrzypka Hercowicza / The Cannonball Woman
- S-380 Porter Band Fixin’ / Aggresion
- S-381 Bajm W drodze do jej serca / Czary-mary
- S-382 Mech Ogród snów / Romantic blues
- S-383 Alicja Majewska Wielkie niebo / Pan ciut niemodny
- S-384 Zbigniew Namysłowski Pink punk (część I / część II)
- S-385 Pave's Mistakes Crowd of Nonsense / Going On With My Bad Self
- S-386 Kojo So mean / Dreen dollar
- S-387 Fonográf Heaven is Your Eyes / Silver Dancer
- S-388 Spyce Do It Rock Steady / Do It Rock Steady (instr)
- S-389 Kasa Chorych Zgniła porzeczka / blues córek naszych
- S-390 Stars & Beggars Lovelight / I Want to Say, I Love you!
- S-392 Queen Another One Bites the Dust / Dragon Attack
- S-393 Kate Bush Army Dreamers / Babooshka
- S-395 Układ Pod górą / Zaułki
- S-396 Maanam Och, ten Hollywood / Ta noc do innych jest niepodobna
- S-397 / 8 Krystyna Prońko „Opadają mi ręce”, „Nasza prywatna sprawa” / „Skok na bank”, „Kto dał nam deszcz”
- S-399 / 00 Chór i Orkiestra Teatru Wielkiego w Warszawie Stanisław Moniuszko
- S-401 Bajka Lampa Alladyna cz.I
- S-402 Bajka Lampa Alladyna cz.II
- S-403 / 4 Bajka muzyczna „Cukierenka pod liściem”
- S-405 Kombi Taniec w słońcu / Królowie życia
- S-406 Doris D. and the Pins Shine Up / Just Me and You
- S-407 Transport Band A może by... / Obłęd
- S-408 Whitesnake Ready an’willing / Fool for Your Loving’
- S-409 Jerzy Grunwald Tennessee Mama / She Sold Kisses at the Country Fair
- S-410/11 Bajka muzyczna „Leśna przeprowadzka”
- S-412 Bajka „Pasterka i kominiarczyk”
- S-413 Dżem Paw / Whisky
- S-414 Neoton Família Lord of the Moutain / Easy-breezy
- S-415 Kazimierz Kowalski Pani mojego domu / Kobieta bez wad
- S-416 Jan Castor „You’re Gotta Go” / „I’m Wating”, „Welladay, „Tell Me Why”
- S-417 Maanam Cykady na Cykladach / 1984
- S-418 Eleni Jeszcze nie koniec gry / Ballado, hej!
- S-419 Exodus Jestem automatem / Najdłuższy lot
- S-420 Irena Jarocka Mam temat na życie / Bliski sercu dzień
- S-421 Tomas Ledin Open Up / Something’s Missing
- S-422 Susan Alpern Be Youself / Love Me Love Me
- S-423 Budka Suflera Za ostatni grosz / Memu miastu na dowidzenia
- S-424 Savana The Man from the Bar / Girl of My Dreams
- S-425 Zjednoczone Siły Natury „Mech” TV superstar / Królewski poker
- S-426 Bank Nie ma rzeczy niemożliwych / Jestem panem świata
- S-427 TSA Wpadka / Mass media
- S-428 Puzzle Weekend rock / Innertown Gang
- S-430 Dwa Plus Jeden Kalkuta nocą / Obłędu chcę
- S-431 TSA Zwierzenia kontestatora / 51
- S-432 Kasa Chorych Pieniądze to nie wszystko / Przed nami drzwi zamknięte
- S-433 Perfect PePe wróć / Opanuj się
- S-434 Doris D. and the Pins The Marvellous Marionettes / Higher and Higher
- S-435 Baśń afrykańska „Księżniczka Untombinde”
- S-436/7 Bajka muzyczna „Ryży placek i trzynastu zbójców”
- S-438 Bajka muzyczna „Nie płacz koziołku”
- S-439 Izabela Trojanowska Brylanty / Nic naprawdę
- S-440 Republika Kombinat / Gadające głowy
- S-441 Martyna Jakubowicz Kłopoty to jej specjalność / Tyle zalet miał
- S-442 Brygada Kryzys Centrala / The Real One
- S-443 Lady Pank Mała Lady Punk / Minus 10 w Rio
- S-444 Urszula Sipińska Trochę żal szalonych lat / Tamten walc
- S-445 Budgie I Turned to Stone / She Used Me Up
- S-446 Perfect Idź precz / Moja magiczna różdżka
- S-447/8 Bajka muzyczna Trzy świnki
- S-449/450 Różni wykonawcy – Felicjan Andrzejczak, Romualda Jakóbczak „Liczy się chwila” / Halina Frąckowiak „Jak pięknie by mogło być” / Felicjan Andrzejczak „Idąc” / Felicjan Andrzejczak „Jestem zmęczony”
- S-451 Artyści scen warszawskich O niegrzecznych dzieciach – wiersze
- S-452 Artyści scen warszawskich Do biedronki przyszedł żuk – wiersze
- S-453 Kombi Inwazja z Plutona / Nie ma jak szpan
- S-454 Kapitan Nemo Elektroniczna cywilizacja / Po co mówić o tym?
- S-455 Republika Układ sił / Sexy Doll
- S-456 Urszula Luz-Blues w niebie same dziury / Bogowie i demony
- S-457 Maanam Kocham cię kochanie moje / Elektro Spiro kontra Zanzara
- S-458 Lady Pank Mniej niż zero / Pokręciło mi się w głowie
- S-459 Perfect Zamieniam się w psa / Dla zasady nie ma sprawy
- S-460 Marek Biliński Fontanna radości / Taniec w zaczarowanym gaju
- S-461 Bajka muzyczna Hans Christian Andersen Księżniczka na ziarnku grochu
- S-462 Black Slate Rasta Regge / Sticks Man
- S-463 Classix Nouveaux Forever and a Day / Never Again
- S-464 Dwa Plus Jeden Krach / XXI wiek (dla wszystkich nas)
- S-465 Kombi Linia życia / Komputerowe serce
- S-467 Oddział Zamknięty Świad rad / Kto tu mierzy czas
- S-468 A Flock of Seagulls Wishing (If I Had a Photograph of You) / I Ran
- S-469 Wanda i Banda Hi-Fi / Nie będę Julią
- S-470 Franek Kimono Bruce Lee – karate mistrz / Dysk dżokej
- S-471 Kapitan Nemo Słodkie słowo / S.O.S. dla planety
- S-472 Klaus Mitffoch Ogniowe strzelby / Śmielej
- S-473 Azyl P. Twoje życie / Chyba umieram
- S-474 Lady Pank Wciąż bardziej obcy / Zamki na piasku
- S-475 Klaus Mitffoch Jezu jak się cieszę / O głowie
- S-476 Jacek Skubikowski Jedyny hotel w mieście / Czujny jak muszka
- S-477 Doris D. and the Pins It’s Only Make Believe / And Again
- S-478 Ryszard Sygitowicz Odrzucony narzeczony / Cavalcado, Opus 1983
- S-479 Chór Chłopięcy Dzisiaj w betlejem / Cicha noc
- S-480 Lombard Adriatyk, ocean gorący / Dwa słowa, dwa światy
- S-481 Bajka Jan Brzechwa Pali się
- S-482/3 Bajka O Wawelskim smoku
- S-484 Śmierć Kliniczna Nasza edukacja / Nienormalny świat
- S-485 Ozzy Obcy raj, obce niebo / Budzi mnie bicie serc
- S-486 Hazard Ciągły ból głowy / Jeśli nie wiesz co jest grane
- S-487 Mazowsze Jan III / Wilanów
- S-488 Marek Biliński Dom w dolinie mgieł / Ucieczka z tropiku
- S-489/90 Danuta Wawiłow Moja tajemnica
- S-491 Kapitan Nemo Zimne kino / Twoja Lorelei
- S-492 Jacek Skubikowski Piromania / Exit
- S-493 Rezerwat Modlitwa o więź / Nowy świetny plan
- S-494-6 Różni wykonawcy Aerobic
- S-497 Martyna Jakubowicz Ale plama na kolana / Armagedon w każdej chwili
- S-498 Gayga Ja ruchomy cel / Chodzę, stoję, siedzę, leżę
- S-499 Universe Każdego wciąga poker / Blues na wpół do piątej rano
- S-500 Universe Ćwiczenia z anatomii / Ty masz to czego nie mam ja
- S-501 Stanisław Wenglorz Nie pytaj mnie o drogę / Senne wizyty
- S-502 RSC Reklama mydła / Targowisko dusz
- S-503 Azyl P. Och, Lila / Kara śmierci
- S-504 Deef Zmowa milczenia wokół Jane / Tse-tse w mojej głowie
- S-505 ZOO Więcej seksu / Romantyczna gra
- S-506 Śmierć Kliniczna ASP / Jestem ziarnkiem piasku
- S-507 Dżem Dzień, w którym pękło niebo / Wokół sami lunatycy
- S-508 Jan Kowalski Perfidny walc / Opowieść o naszej planecie
- S-509 Daab Przed nami wielka przestrzeń / Do Plastica
- S-510 Ozzy Oliviera / Listy do Luizy
- S-511 Aya RL Oczy, które... / Księżycowy krok
- S-512 Dwa Plus Jeden Mały, wielki człowiek / Cudzy ogień nie grzeje
- S-513 Shakin’ Dudi Au sza la la la / Zastanów się co robisz
- S-514 Omen Czy są mi dane łzy / Mój chory świat
- S-515 Jeep Grzesznica / Fart
- S-516 Aleksander Nowacki Mały i zły / Ile mamy czasy
- S-517/8 Jan Brzechwa Panieneczka z pudełeczka
- S-519 Eddy Grant Romancing the Stone / Boys in the Street
- S-520 Made in Poland Ja myślę / Obraz we mgle
- S-521 Grunwald Ice Band Here in Your Life / Because I want You to Stay
- S-522 Klaus Mitffoch Siedzi / Tutaj wesoło
- S-523 Mr. Zoob A ja się śmieje w głos / Yeti”
- S-524 Iwona Niedzielska Złoty deszcz / Życiowe reggae”
- S-525 Kat Ostatni tabor / Noce Szatana
- S-526 Dom Mody (zespół muzyczny)Szyfry / Deszcz słów
- S-527 Lady Pank Raport z N. / Rysunkowa postać
- S-528 Madame Głupi numer / Może właśnie Sybilla
- S-529 Rezerwat Kuszący wir / Nie wyjdę na deszcz
- S-531 Halina Benedyk Frontiera, Marco AntonelliBella bellisima
- S-532 Kontrakt Happeningowy żart / Telefon do Miami
- S-533 Shakin’ Dudi Opakowanie 1-sza klasa / Hau, hau
- S-534 New Order Blue Monday / Thieves Like Us
- S-535 Lombard „Muore Il Sole” („Szklana pogoda” w wersji włoskojęzycznej) / „Devi Lottar” („Przeżyj to sam” w wersji włoskojęzycznej)
- S-536 Misty in Roots Poor and Needy / Persecution
- S-537 Cezary Szlązak Inne życie, inny świat / Bezpłatny kurs
- S-538 Rendez-Vous I na okrągło / Przez auta szybę
- S-539 Papa Dance Kamikaze wróć / Czy ty lubisz to co ja
- S-540 Instytucja Z prawdą na świat / Twoja ofensywa
- S-541 Maria Jeżowska Papierowy man / Spisek owadów
- S-542 Jan Pietrzak Nadzieja / Wtedy nam będzie wszystko jedno
- S-543 Meness Nieprawdziwe słowa / Trzeba dalej jakoś żyć
- S-544/5 Ludwik Jerzy Kern Stonóżka i Pimpifluszek
- S-546 Ludwik Jerzy Kern W Telefonowie
- S-547 Andrzej Dylewski W labiryncie / Taniec norek
- S-548 Dwa Plus Jeden Video / Samo życie
- S-549 Exodus Kosmiczny ojcze / Ta frajda
- S-550 Tilt Runął już ostatni mur / „Każdy się boi swojej paranoi”, „O, jaki dziwny, dziwny, dziwny”
- S-551 Alex Stop All the Trains / Don’t Break Down My Heart
- S-552 Roxa Ostatni raz / Rajskie ogrody
- S-553 Papa Dance Kanał XO-2 / Pocztówka z wakacji
- S-554 Aya RL Nasza ściana / Unikając zdjęć
- S-555 Siekiera Jest bezpiecznie / Misiowie puszyści
- S-556 Julian Tuwim Idzie Grześ
- S-557 Krzysiek I Rysiek Pro-Test Song / Czarno widzę...
- S-558/9 Ewa Szelburg-Zarembina A czy znasz ty bajkę
- S-560-U 2 PLUS 1  W ringo graj ze mną / Ding-dong
- S-561 Pete Shelley Never Again / Never Again (EXT)
- S-562/3 Bajka Ryży Placek i portowa kompania
- S-564 Jacek Skubikowski Superukład / Noc ze szkła
- S-565 Gedeon Jerubbaal Śpiewaj i tańcz – pieśń pocieszenia / Cichy brzeg
- S-566 Oddział Zamknięty Koniec / Opóźniony do Edenu
- S-567 Variété I znowu ktoś przestawił kamienie / Te dni
- S-568 Kapitan Nemo Bar Paradise / Wynurzenie
- S-569 Woo Boo Doo Ja mam fijoła / Znowu nic
- S-570 Dorota Przed bramą czarów / Love Explosion
- S-571 Irena Santor Już nie ma dzikich plaż / Mówię wyłącznie do ścian
- S-572 Azyl P. I znowu koncert / Nic więcej mi nie trzeba
- S-573 TZN Xenna Dzieci z brudnej ulicy / Ciemny pokój
- S-574 Deef Zaczyna się / Diament kraje diament
- S-575 Tangerine Dream Warsaw in the Sun / Polish Dance
- S-576 Władysław Komendarek Leśna przechadzka / Tęsknota żeglarza
- S-577 Lombard Anatomia, ja płynę, płynę / Anatomia, ja płynę, płynę (instr.)
- S-578 Bolter Daj mi tę noc / Więcej słońca
- S-579 Zbigniew Wodecki Chałupy welcome to / Okno, róża i balkon
- S-580 Halina Frąckowiak Papierowy Księżyc / Mały Elf
- S-581 Aya RL Nie zostawię / „Pogo I”, „Pogo II”
- S-582 Mr Z’oob Nie, nie kochaj mnie / Tylko jeden krok
- S-583 Wały Jagiellońskie Pizza raj, czyli ciao cialo loli / Jajo Kolumba
- S-584 Marek Biliński Kosmiczne opowiadania / Gorące lato
- S-585 Voo Voo Faza III/Faza IV
- S-586 Dżem Skazany na bluesa / Mała aleja róż
- S-587 Krystyna Giżowska Music man / Będę gwiazdą
- S-588 Jan Hilton You’re in Hollywood / Don’t You Care Anymore
- S-589 Miroslav Zbirka Nechodi / Atlantyda
- S-590 Joy Division Love Will Tear Us Apart / She’s Lost Control
- S-591 Lady Pank Sly / This Is Only Rock’n’roll
- S-592 Country Minstrels Cigarettes and Coffee Blues / You’re Right Wrong I’m Sorry
- S-593 Claire Hamill The Moon Is a Powerful Lover / Denmark
- S-594 Country Minstrels Right or Wrong / It’s a Cowgirl Lovin Night
- S-596 Rendez-Vous Kradnij mnie / Leż bez słów
- S-597 Republika Sam na linie / Moja krew
- S-598 ZOO Znowu mam luz / Wszystko zacznij jeszcze raz
- S-599 Wawele Fartu brak / Serce szydercy
- S-600 Dwa Plus Jeden Koszmar / Chińskie latawce
- S-601 Seweryn Krajewski Baw mnie / Proste wzruszenia
- S-602 Wakacje w Rzymie Pierwszy / Dziewiąty
- S-603 Lech Janerka Ta zabawa nie jest dla dziewczynek / Jest jak w niebie
- S-604 Tilt Mówię ci, że... / Rzeka miłości, morze radości, ocean szczęścia
- S-605 Gedeon Jerubbaal Fanti / Senne terytoria
- S-606 Bajki o królach
- S-607 Bajka Dwa koguty
- S-608 Wały Jagiellońskie Trynidad Tobago / Mrozy, prezenty i sny
- S-609 OK Band Sweet Dream / Who Destined the Colours
- S-610 Violetta Villas Wygrywamy, wygrywamy / Całuj gorąco
- S-611 Kineo R.A. Obłąkany / Szczury
- S-612 Omni Lamia / Siy
- S-613/614 Marco Antonelli Favola / Ancora insieme / Saziame / Non vogli piu
- S-615 Bajka muzyczna „Bieży kaczka po dolinie”
- S-616/617 Rezerwat Zaopiekuj się mną / Boję się / Parasolki / Szare gitary
- S-618 Kult Piloci / Do Ani
- S-619 Azyl P. Och Alleluja / Nasz jedyny świat
- S-620 Piotr Zander Rotterdam / Positano
- S-621 Dwa Plus Jeden Orły do boju / Trochę nadziei na wygraną
- S-622 Martyna Jakubowicz Żagle tuż nad ziemią / Rosalie
- S-623 Super Box Biała dama niesie śmierć / Szkolne problemy
- S-624 Dżem Człowieku co się z tobą dzieje / Czerwony jak cegła
- S-625 Krzysztof Ścierański Figiel z makiem / Blues na siedem ósmych
- S-626 Billy Ocean When the Going Gets Tough, the Tough Get Going / Caribbean Queen
- S-627 A Flock of Seagulls Who’s That Girl (She’s Got It) / Heartbeat Like a Drum
- S-628 Made in Poland Nieskazitelna twarz / Jedna kropla deszczu
- S-629 Madame Dzień Narodzin / Krawat powieszony w łaźni
- S-630 Depeche Mode Stripped / But Not Tonight
- S-631 Lord Vader Inna twarz / Łaknienie ciała
- S-632 Deuter Średniowiecze / Złe myśli
- S-633/4 Bajki Gdybym był królem...
- S-635 T.Love My marzyciele / „Garaż '86”, „Liceum”
- S-636 Lonstar Band Głodny i spragniony ciebie / Byłem z tobą
- S-637 Maanam Jesteśmy ze stali / Ty – nie ty
- S-638 Katz Living You Is All I Know / Flight 2605
- S-639 Władysław Komendarek Sen Szoguna / Opętanie
- S-640 Imieniny Katarzyny On – wolny mieszkaniec Europy / On – człowiek
- S-641 Mechanik Śpij mała śpij (nie jestem tym, którego chcesz) / Sto litrów łez
- S-642 Ex-Dance Między nami tania gra / Powrót Donalda
- S-643 Przeboje Lata z Radiem – Marlena Drozdowska „Bajadera plaża” / Irena Santor i Marian Kociniak „Listopadowy motyl”
- S-644 Salvator Nasza ściana / Taniec – sen Janusza
- S-645/6 Bajka O wróblowym weselu
- S-647 1984 Tu nie będzie rewolucji / Krucjata
- S-648 Armia „Aguirre” / „Trzy znaki”, „Saluto”
- S-649 Absurd Zżera mnie dżuma / Izolacja
- S-650 Voo Voo Dzwon i młot (gdy będę miał dzwon) / Spacer po Berlinie
- S-651 Kontrakt Twoja miłość jak sen Irokeza / Wojny i pokoje
- S-652 Obywatel G.C. Paryż – Moskwa 17.15 (czyli mimowolne podróże kochanków) / Odmiana przez osoby (czyli nieodwołalny paradygmat Józefa K.)
- S-653 Poerox Wyspy migdałowe / Córka badylarza
- S-654 Jajco i Giganci Sie wie / Wasz ambasador
- S-656 Obywatel G.C. Spoza linii świata (czyli listy pisane z serca dżungli) / Mówca
- S-657 Koryo Obecność / Piranie w wannie
- S-658 Recydywa Blues Band Kansas City / You Don’t Love Me
- S-659 Joy Band i Monika Adamowska To był facet / Wielkie czarne auto
- S-660 Jesse Cole Little Lady / Lover’s Lane
- S-661 / 2 Pieśń legionów Mazurek Dąbrowskiego, Marsz Chłopickiego,Mazurek Dąbrowskiego (1800 r.), Mazurek Dąbrowskiego
- S-663 Beata Bartelik Sen na pogodne dni / Z aniołem stróżem
- S-664 Janusz Rewiński Star-a-nie / Szlab-pan
- S-665 John Porter Tough Enough / Cry Imagination
- S-666 Casus Za jeden uśmiech / Jo-Anna
- S-667 Wawele Mała plaża / Miłosny zawrót głowy
- S-668 Róże Europy List do Gertrudy Burgund / Stańcie przed lustrami
- S-669/670 Gayga Graj, nie żałuj strun / A na razie jest jak jest / Sztuczny człowiek / Piekło – niebo
- S-671 Lombard Ocalić serca / Tylko mi nie mów o miłości
- S-676 Kobranocka I chociaż was olewam / Pięć minut / Los Carabinieros
- S-678 Dżem Ostatni ciężki rok / Nie jesteś taki jak dawniej

#### Single Disc Jockey (Limited Edition)
- DS-17 Kombi „Inwazja z Plutona” / Precious Wilson „I Don’t Know”[4]
- DS-25-A Franek Kimono „Bruce Lee – karate mistrz” / New Order „Blue Monday”[5]
- DS-27 A/B Laid Back „Sunshine Reggae” / Klaus Mitffoch „Ogniowe strzelby”[6]
- DS 31-13 Oddział Zamknięty Świat rad S-467-A-3  AK Tonpress /Brian Chapman Suzy and Me
- DS-47 Anthony's Games „Sunshine Love” / Bolter „Daj mi tę noc”[7]
- DS-52 Kpt. Nemo Kurs tańca / Umberto Tabbi Ciao Sciliano
- DS-53-A/B Anna Jurksztowicz „Hej Man” / Red Box „For America”[8]
- DJ-54 Obywatel G.C. „Paryż – Moskwa 17.15” / Andrea „Macho Man”[9]
- Marino Marini Wanda Sieradzka (słowa)  Nie płacz kiedy odjadę / LATIN LOVER Casanova action
- Numero Uno Tora, Tora, Tora / Madame – Właśnie Sybilla
- Desireless Voyage Voyage DS-58-B / VooVoo – Gdy będę miał dzwon DS-57-A
- 2+1 – Kalkuta Nocą / Rey T. Jones – Hey Tonight
- 2+1-XXI wiek DS-24 / Thompson Twins- We are detective
- Andrzej Rosiewicz – Chłopcy radarowcy / ABBA – Stars on 45 – More stars
- Anna Jurksztowicz – Hej Man K. Dębski J. Cygan DS-53-A / Red Box – For America DS-53-B
- Bajm – Żal prostych słów / ELO – Yours truly 2095
- Beata Kozidrak A. Pietras Bajm – Diament i sól / Jesse Cole – Tears in your eyes
- Bolter Sokołowski Sobczak Opole '85 – Daj mi tę noc / Anthony's Games – Sunshine love
- Budka Suflera – Jolka, Jolka – pamiętasz… / Olson Brothers – Marie, Marie
- Budka Suflera – Za ostatni grosz / Marionettes – Reggae Music
- C.C.Katch – Stay DS-40-A / Jennifer Rush – Ave Maria DS-50-A
- Daab  – Przed Nami Wielka Przestrzeń  DS-36-A / The Art Company – The Suzanna  DS-36-B
- Deef – Zmowa milczenia wokół Jane / Shakin' Stevens – A love worth waiting for

### Maxisingle winylowe
- MAX-1 Depeche Mode Stripped
- MAX-2 Papa Dance Nasz Disneyland

### Czwórki (EP) winylowe
- N-1 Prometheus „Po słonecznej stronie życia”, „To elenaki” / „Graj na swym buzuki”, „I gitonia”
- N-3 Różni wykonawcy Marie Rottrova „Vysoko v horach”, Pavel Barton „Je to malo” / Marie Rottrova „To mam tak rada”, Pavel Barton „S ni”,
- N-4/7 Chór i Orkiestra PR  „Polskie pieśni patriotyczne i rewolucyjne
- N-8 Pussycat „Smile” / „Boulevard de la Madeleine” / „Georgie” / „Just a Women”
- N-9 Gilbert Becaud „Nathalie”, „Les Petites Mad Maselles” / „Et Maintenant”, „Un peu d’Amour et d’Amitie”
- N-10/11 The Beatles „From Me to You”, „She Loves You” / „Yesterday”, „Help” / „Girl”, „Yellow Submarine” / „Hey Jude”
- N-12/13 Édith Piaf „Padam, padam”, „Bravo pour le clown” / „La goualante di pauvre Jean”, „Sous le ciel de Paris” / „Les amants d’un jour”, „Milord” / „Non,je ne regrette rien”, La chant d’amour”
- N-14 Stanisław Zygmunt „Do Justynki”, „Oto przed wami – wyznania pod publikę” / „Wczesne delirium”, „Legenda o miejskim dzwonie”
- N-16 Jan Izbiński, Hanna Banaszak, Sami Swoi „It Was A Lover And His Lass”, „Them There Eyes”/ „New Orleans”, „Pójdziemy razem”
- N-17 Maryla Rodowicz, Marek Grechuta „Gaj”, „Przez uczuć najdziwniejsze sploty" /„Czy to tu”, „Rajski deser”
- N-18 Maria Wiernikowska, Jorgos Mocios „Była sobie raz królewna”, „Do męża” / „Malarze”, „Pytasz co w moim życiu”
- N-20/21 Karel Gott „Vune mleka”, „Divkam” / „Tvuj stin se ma”, „Kdepak ty ptacku, hnizdo mas?”, „Paganini”, Lady Carnavel”, „Vzali”, „Bez za svou laskou”
- N-22 Wolna Grupa Bukowina „Bukowina”, „Rzeka” / „Piosenka o zajączku”, „Sielanka o domu”
- N-23 Banasik – Zubek „Posłaniec”, „Champagne rag” / „Panienki z Rochefort”, „Dobranocka”
- N-24 Nasza Basia Kochana „Modigliani”, „Za szybą” / „Panienka na nowy rok”, „Samba sikoreczka”
- N-25 Pod Budą "Piosenka o mojej ulicy", "Piosenka o mojej dziewczynie" / "Piosenka o starych sąsiadach"
- N-26 Pod Budą „Zabawa”, „Gdy mnie kochać przestaniesz” / „Ciężkie czasy”, „Wtedy tylko jeszcze chcieć”
- N-27 Przemysław Gintrowski Requiem – „Pani Bovary”, „Przyjaciele” / „Requiem”
- N-28/30 Różni wykonawcy „Dom który kocham”
- N-37/38 Ewa Bem „Serce to jest muzyk”, „Żyj kolorowo” / „Wyszłam za mąż zaraz wracam”, „Sonet 35”, „Sonet 144”, „Inny fragment”, „O Liku”
- N-40 Kapela Czerniakowska Pyzy z bazaru, Sztajerek z Targówka / Idź do Zoo, Bajka
- N-42 Protekst Proteksssssssssssst „Równy krok”, „Hermetycy” / „Ubodzy ludzie”, „Koły”
- N-43 Różni wykonawcy – VIII Konkurs na piosenkę dla młodzieży Dwa Plus Jeden „Iść w stronę słońca”, Izabela Trojanowska, Stalowy Bagaż „Na bohaterów popyt minął” / Bank „Lustrzany świat”, Kombi „Wejdź siostro”
- N-44 Andrzej Janeczko, Trzeci Oddech Kaczuchy „Kombajnista”, „To ja Manitou” / „Pytania syna poety”, „Tankuj do pełna”
- N-45 Oldies but goldies vol. 1 Little Richard „Lucille”, „Good Golly Miss Molly” / „Money”, „Laudy miss Claudie”
- N-46 Oldies but goldies vol. 2 Jerry Lee Lewis „Great Balls of Fire”, „Whole Lotta Shakin’ Goin’on” / „High School Confidental”, „Breathless”
- N-47 Oldies but goldies vol. 3 The Yarbirds „For Your Love”, „Good Morning Little Schoolgirl” / „Still I’m said”, „Evil Hearted you”
- N-48 Oldies but goldies vol. 4 The Shangri-Las „Leader of the Pack”, „Remember” / „Give Him a Great Big Kiss”
- N-49 Oldies but goldies vol. 5 Chris Farlowe „Out of Time”, „Handbags and Gladrag” / „Paint it Black”, „Ride on Baby”
- N-51 Izabela Trojanowska i zespół Budka Suflera „Nic za nic”, „Sobie na złość” / „Pytanie o siebie”, „Jestem twoim grzechem”
- N-53 Wróżki
- N-54 Izabela Trojanowska z zespołem „Stalowy Bagaż” „Przyda się do kartoteki”, „Na bohaterów popyt minął” / „Pieśń o cegle”, „Czysty zysk”
- N-55 Perfect „Chcemy być sobą”, „Coś dzieje się w mej biednej głowie” / „Bla, bla,bla”, „Nie płacz Ewka”
- N-56 O psach na wesoło
- N-57 Włodzimierz Press „Leniwy Tusi i jego poddani”
- N-60 Bajki na dobranoc „Pechowy słoń”, „Słoniątko”
- N-61 Pszczółka Maja Zbigniew Wodecki „Pszczółka Maja”, „Marsz mrówek” / Jan Kociniak „Piosenka Gucia”, Zbigniew Wodecki „Piosenka konika polnego”
- N-62 Krzak „Ściepka”, „Drzewo oliwne” / „Kansas”, „Kawa blues”
- N-63 Hans Christian Andersen „Słowik”
- N-65 Dezerter „Ku przyszłości”, „Spytaj milicjanta” / „Szara rzeczywistość”, „Wojna głupców”
- N-66 Bajka muzyczna Najwspanialszy dar
- N-69 Bajka muzyczna Zaklęte prawdy
- N-70 Gang Marcela „She’s All Right, She’s All Wrong”, „I’m Gonna Break Loose” / „Come”, „Daddy Roammed”
- N-73 „Baśń o ziemnych ludkach”
- N-75 Ludwik Jerzy Kern „Mądra poduszka”
- N-77 „Bajka o popie i jego parobku Jołopie”
- N-78 „Bajka o rybaku i rybce”
- N-80 Moskwa 85. Nasze miejsce na ziemi Miliony rąk (chór Polskiego Radia) / Jest Warszawa (R. Pisarek) // Moja Ojczyzna (Cz. Niemen)
- N-81 Różni wykonawcy Felicjan Andrzejczak „Żeglując w dobry czas”, Dwa Plus Jeden „Idź w stronę słońca” / Stanisław Sojka „Kołysanka”
- N-82 Różni wykonawcy Czesław Niemen „Dziwny jest ten świat”, Maanam „Eksplozja” / Stanisław Wenglorz „Za ileś tam lat”, Maryla Rodowicz „Gołębi song”
- N-84 Tik-Tak „Pan Tik-Tak”, „Domowa piosenka”, „Urodziny Til-Taka”, „Myj zęby”, „Mydło lubi zabawę”, „Niedziela z tatą, niedziela z mamą”, „Pan Tik-Tak”
- N-85 Jim Craig „Big White Polish Jet”, „Sunshine at Sylvestre” / „Love me Tonight”
- N-89 Ludwik Jerzy Kern „Przyjazd choinki”
- N-90 Dave Taylor Steppin outa Line „Won’t You”, „Shake, Rattle and Roll” / „You’d Better Listen to Me Mow”, „All by Myself”
- N-91 Cyprian Kamil Norwid „Poezje”
- N-92 Julian Tuwim „Poezje”
- N-93 „O wróblowym weselu”
- N-94 „O niedźwiedzim tańcu”

### Pocztówki dźwiękowe
- R-0004 Mazowsze Polonez warszawski
- R-0111 Mazowsze Bóg się rodzi
- R-0112 Mazowsze Wśród nocnej ciszy
- R-0121-II Homo Homini „Drzewa ruszają w drogę”, „Za dalą dal”
- R-0128-II Alibabki Strażakiem warto być, Andrzej Tenard Na beczkowozie
- R-0131 Konusy Mały człowiek,  Niedziela z rodziną
- R-0140-II Bee Gees Little Eva”, „He’s the Boy
- R-0151-II Bob Dylan Be my Baby Tonight, Urszula Sipińska One More Flower Blooms and Days
- R-0169-II Różni wykonawcy – Pro Contra Każdej coś obiecam, Wawele Papierowi ludzie
- R-0239 Mazowsze Kukułeczka
- R-0307  Demis Roussos – "Goodbye my love,goodbye" / "When i'm a kid"
- R-0337 Cicha noc
- R-0343 Kapela Czerniakowska "Warszawskie sto lat"
- R-0368-II Anna Jantar „Hasta manana”, „Poszukaj swojej gwiazdy”
- R-0370-II Czerwone Gitary „Ciągle pada”, „Słowo jedyne Ty”
- R-0403-II Ewa Bem Kolega Maj, Roman Gerczak Polski weekend
- R-0415 The Christie St. Bernardino
- R-0417-II 2 plus 1 Gdzieś w sercu na dnie
- R-0427 II Bobby Vinton Wooden heart, PolkaRose
- R-0432-II Elżbieta Igras „Nie tacy dzisiaj w modzie”, „Miłość jak motyl”
- R-0440-II ABBA „Bobby’s Brother”, „I’m Just a Girl”
- R-0441-II Demis Roussos „My Only Fascination”, „Levely of Arcadia”
- R-0442-II Johnny Winter Golden Olden Days of Rock and Roll, Paul Anka There’s Nothing Stronger Than Our Love
- R-0444-II Homo Homini „Miasto w sztucznym świetle”, „Z godziny na godzinę”
- R-0445 Mazowsze Bóg się rodzi
- R-0446 Mazowsze Wśród nocnej ciszy
- R-0454 Wojciech Skowroński Zawsze znajdziesz sposób
- R-0459-II Jerzy Połomski „Kochaj właśnie mnie”, „Z dawnych dni sen się śni”
- R-0464 Dwa Plus Jeden Kołysanka matki
- R-0470-II Jerzy Połomski „Sentymentalny świat”, „Każdemu wolno kochać”
- R-0472-II Czerwone Gitary „Port piratów”, „Jej uśmiech”
- R-0476-II Maryla Rodowicz „Sing sing”, „Damą być”
- R-0477-II Krzysztof Krawczyk „Parostatek”, „Poszukać drogi”
- R-0480-II Janusz Laskowski „Don,Dari,Dari”, „Gdy odjeżdża tabor”
- R-0483-II Mazowsze „Bóg się rodzi”, „Wśród nocnej ciszy”
- R-0485 Dwa Plus Jeden Klub Pickwicka
- R-0501-II Maryla Rodowicz „Moja mama jest przy forsie”, „Karnawał raz w życiu”
- R-0503-II Skaldowie „Zgadzam się na ten świat”, „Dziej się ballado”
- R-0508-II Eugeniusz Bodo „Tyle miłości”, „Złociste włoski”
- R-0521 Mazowsze Walczyk o zamku
- R-0522-II Mazowsze „Furman”, „Walczyk jubileuszowy”
- R-0539-II Maryla Rodowicz „Dom na jednej nodze”, „Domowa czarownica”
- R-0555-II Wawele „Johnny marzyciel”, „Tamta noc”
- R-0557 Maryla Rodowicz Futbol,futbol,futbol
- R-0564-II Jerzy Połomski „Te co mnie kochały”, „Języki obce”
- R-0567 Homo Homini W tym domu straszy
- R-0570 Czerwone Gitary „Dzień jeden w roku”, „Nad światem cicha noc”
- R-0573-II Andrzej i Eliza „Idzie zima”, „Mamy tylko ten świat”
- R-0577-II Ptaki Zapomnisz kiedyś że to ja, Waldemar Kocoń Nie otwieraj nigdy
- R-0579-II Czerwone Gitary „Z marzeń powstał świat”, „Na dach świata”
- R-0582-II McLean Baccara „Dance Bunny”, „Honey Dance”
- R-0583-II Harmony Cats Succes Sound
- R-0587-II Jerzy Połomski „Z tobą świat nie ma wad”, „Jeden dzień bez miłości”
- R-0589-II Różni wykonawcy Homo Homini Za wieczoru złotą bramą, Wawele Daj mi dzień
- R-0596 Bobby Vinton My melody of love
- R-0603-II Wawele „Doczekasz się jeszcze”, „Zaśpiewajmy razem”
- R-0609-II Różni wykonawcy Boney M. Belfast, Gilla Gentelman Callers
- R-0610 Elvis Presley It’s Now or Never
- R-0625 Bobby Vinton Ja cię kocham
- R-0627-II Maryla Rodowicz „Lubię nas”, „Zmieniam skórę”
- R-0633-II Dwa Plus Jeden „Windą do nieba”, „U kowala”
- R-0634-II Demis Roussos „Midnight is the Time”, „My Friend the Wind”
- R-0635 Anna Jantar Po tamtej stronie marzeń
- R-0640-II Krzysztof Krawczyk „Gdziekolwiek byłem”, „Znowu razem”
- R-0643-II Mr. Walkie Talkie Be my Boogie Baby, Al Martino The Next Hunderd Years
- R-0645-II Jerzy Połomski „I tylko nocą ten walc”, „Nieudane dni”
- R-0648 Maryla Rodowicz Piosenka przeciw zasypianiu
- R-0651 Jolanta Kubicka Lutnia i żołnierz
- R-0653-II American Eagles / Soul Iberica Band „Kokka” / „Funky flamenco”
- R-0657 Homo Homini W tym domu straszy
- R-0658-II Jerzy Połomski „Bal na dwoje serc”, „Co rok, co dzień”
- R-0663-II Bee Gees How Deep Is Your Love, Guys and Dolls Where’s a Whole Lotta of Lovin
- R-0667-II Happy End „Przekwitną bzy”, „Przypływ”
- R-0671 Dalida Gigi L’amoroso
- R-0672 ABBA She’s Me Kind of Girl
- R-0675 Sweet Fox on the Run
- R-0683-II John Paul Young / Daniel Santacruz Ensemble Love Is in the Air / Allah, Allah
- R-0684 Stan Borys Czułość
- R-0685 Joe Dassin L’ete indien
- R-0690-II Plastic Bertrand Bambino, El Passadore Adamo mio, amore mio
- R-0691-II Pussycat California, Belle Epoque Miss Broadway
- R-0692-II Boney M. „King of the Road”, „Painter Man”
- R-0695-II Sweet Bald old days, Love is like oxygen
- R-0709 Jerzy Połomski Kłam, że mnie kochasz
- R-0710 Homo Homini W rabarbarowym gaju
- R-0711 Kati Kovács / Gemini Dzisiejszy świat to
- R-0712-II ABBA „Thank You for the Music”, „The Name of the Game”
- R-0714-II Wawele „Zostań z nami melodio”, „Zegar liczy nam czas”
- R-0715-II Czesław Niemen „Sen o Warszawie”, „Lipowa łyżka”
- R-0721 Anna Jantar Będzie dość
- R-0722 Elżbieta Igras Odmłodzone tango
- R-0724-II Dalida Le Lameth Walk, Fuji Jama Summer -'78
- R-0725-II Maryla Rodowicz „Osiedlowy Klub Samotnych”, „Gaśnie koral”
- R-0729-II Jerzy Połomski „Nie mów mi prawdy kochanie”, „Słyszysz, pędzą sanie”
- R-0734-II Gerard Lenerman La Ballade, Dave Dansez Maintenant
- R-0740 Cztery Zielone Słonie cz. II z programu telewizyjnego "Pora na Telesfora"
- R-0741 Boney M. Daddy Cool
- R-0742 Happy End Jak się masz kochanie
- R-0746-II Czesław Niemen „Przyjdź w taka noc”, „Domek bez adresu”
- R-0748 Jerzy Połomski Na brzegu dnia
- R-0749 I Santo California Tornero
- R-0750 Maryla Rodowicz Dziś prawdziwych cyganów już nie ma
- R-0753 Kazimierz Cwynar Inny Pan
- R-0755-II Wawele „Miłość w życiu pomaga”, „Umówmy się z Wisłą”
- R-0757 Pussycat Smile
- R-0759 Daniel Zapomniany ląd
- R-0762 Jolanta Kubicka Jesteś jak zbiegły ptak
- R-0766 The Manhattan Transfer Chanson D’Amour
- R-0768-II Osibisa „Dance the Body Music”, „Sunshine Day”
- R-0769-II Beach Boys Gide Park
- R-0771 Boney M. Fever
- R-0772 Happy End Jak się masz kochanie
- R-0773 Czerwone Gitary „Nie spoczniemy”
- R-0773-II Patti Boulaye „Disco Dancer”, „Stepped into My Life”
- R-0777-II Eleni „Na miłość nie ma rady”, „Kto ci w życiu więcej da”
- R-0778 Czerwone Gitary Leć kolego
- R-0780-II Wawele „Alalija”, „Twoje oczy będę śnić”
- R-0782-II Seweryn Krajewski „Na kamiennej plaży”, „Już tylko my”
- R-0783 Jolanta Kubicka Zostaw wszystko i przyjdź
- R-0785-II Eleni „Dyskoteka jak ze snu”, „Zatoczymy wielki krąg”
- R-0786-II Jerzy Połomski „Poranne tango”, „Jak długo się znamy”
- R-0788-II Queen „Crazy Little Thing Called Love”, „We Will Rock You”
- R-0790-II Boney M. „I’m Born Again”, „Calendar Song”
- R-0797 Danny Mirror I remember Elvis Presley
- R-0798 Boney M. No Woman No Cry
- R-0799 Umberto Tozzi Ti amo
- R-0805 Adriano Celentano I want to know
- R-0807 Jerzy Połomski Tak daleko nam do siebie
- R-0809 Maryla Rodowicz Zdzich
- R-0810 José Vélez Romantica
- R-0811 Andriano Celentano When Love
- R-0812-II Boney M. „Two of Us”, „Ribbons of Blue”
- R-0813 Jerzy Połomski Sen, który się spełnia
- R-0818-II Dr. Hook & the Medicine Show „Better Love Next Time”, „When You’re in Love a Beautiful Woman”
- R-0822 Amanda Lear Tomorrow
- R-0823 Donna Summer Rumour Has It
- R-0824 ABBA Take the Chance of Me
- R-0825-II Dr. Hook „Sexy Eyes”, „What Do You Want”
- R-0826-II Anna Jantar „Najtrudniejszy pierwszy krok”, „Biały wiersz od Ciebie”
- R-0827-II Anna Jantar Za każdy uśmiech, Staruszek świat
- R-0829 Brotherhood of Man Figaro
- R-0830 Rod MC Kuen Amor,amor
- R-0831 Pussycat Amsterdam
- R-0832 Donna Summer Now I Need You
- R-0837 Boney M. Rivers of Babylon
- R-0839 Suzi Quatro If You Can’t Give Me Love
- R-0840-II Two Man Sound La musica latina,A Mexico
- R-0845-II Wawele „Na zawsze lato”, „Kolorowa dama karo”
- R-0849 Sweet Lost angels
- R-0850-II Plastic Bertrand „Kangourou Kangourou”, „Telephone a telephone Mon Bijou”
- R-0851-II Julio Iglesias „33 anni”, „Sono sempre Io”
- R-0852 Krzysztof Krawczyk „Weselne Preludium”
- R-0858 Umbertto Tozzi Tu
- R-0860-II Paul Anka „Crazy Love”, „Goodnight My Love”
- R-0863 Dwa Plus Jeden Podobny do ludzi
- R-0864 Czerwone Gitary „Wschód słońca w stadninie koni”
- R-0867 Drupi Piccola e fragile
- R-0868-II Arabesque Hello Mr. Monkey, Donatella Splendido Splendante
- R-0869 Boney M. Rasputin
- R-0876 Andrzej Frajndt Moja miłość z IIc
- R-0878 Drupi Pero Va
- R-0879 La Bionda One for You One for Me
- R-0880 Bee Gees Night Fever
- R-0881 Jean Francois Morris 28 w cieniu
- R-0884 Boney M. Mary’s Boy Child – Oh My Lord
- R-0885 John Travolta i Olivia Newton-John You're the One That I Want
- R-0886 Bee Gees Too Much Heaven
- R-0894 Drupi Provincia
- R-0896 La Bionda Hey Woman
- R-0898 Bino Mamma Leone
- R-0899 El Chato Que bonita eres
- R-0901 Rod Stewart Da’Ya Think I’m Sexy
- R-0902 Julio Iglesias Pensa mi
- R-0903 10cc Dreadlock Holiday
- R-0904 Bee Gees Tragedy
- R-0905 Anna Jantar Nic nie może przecież wiecznie trwać
- R-0907 Maryla Rodowicz Po naszej stronie gwiazd
- R-0909 The Manhattan Transfer Jealous Eyes
- R-0910 Donna Summer and Brookleyn Dreams Heaven knows
- R-0912 Boney M. Hooray, Hooray It’s a Holi-Holiday
- R-0914 Village People In the navy
- R-0917 Milk and Honey Hallelujah
- R-0920 Boney M. Ribbons of Blue
- R-0921 Tee Set Linda Linda
- R-0923 Wings Goodnight Tonight
- R-0927 Dschinghis Khan Dschinghis Khan
- R-0934 Donna Summer Hot Stuff
- R-0937 Boney M. Gotta Go Home
- R-0938 Bullet Train Don’t Hold Back My Bullets
- R-0939 Zdzisława Sośnicka "Żegnaj lato na rok"
- R-0946 Czesław Niemen Dziwny jest ten świat
- R-0948 Homo Homini Pamięć
- R-0949 Donna Summer Jurney to the centre of your heart
- R-0951 Queen Love of My Life
- R-0955 Blondie Sunday girl
- R-0960 Chic Good Times
- R-0961 Boney M. El Lute
- R-0962 Doobie Brothers Minute by Minute
- R-0964 Edwin Starr H.A.P.P.Y.Radio
- R-0975 Pussycat Daddy
- R-0976 Bee Gees Living Together
- R-0977 Boney M. Gotta Go Home
- R-0978 Maryla Rodowicz Gdzie są ci chłopcy
- R-0984 Suzi Quatro She’s in Love
- R-0990 Donna Summer Bad girls
- R-0993 Julio Iglesias Quire me mucho
- R-0997 Boney M. Gott Go Home
- R-0998 Boney M. Let It All Be Music
- R-0999 Maryla Rodowicz Wariatka tańczy
- R-1003 Maryla Rodowicz Łaska niebieska
- R-1004 Donna Summer Love will always find you
- R-1007 Boney M. Bye, Bye Bluebird
- R-1015 Donna Summer Walk away
- R-1018 The Sugarhill Gang Rapper’s Delight
- R-1019 Dschinghis Khan Roking son of Dschinghis Khan
- R-1024 Eleni Thalaksume zoi
- R-1027 Eleni O ritmos this kardias
- R-1028 Dschinghis Khan Moscow
- R-1030 Kool & the Gang Too Hot
- R-1031 Queen Save Me
- R-1032 Boney M. No More Chain Gang
- R-1037 Eleni Nie byłam nigdy w dyskotece
- R-1039 Boney M. No Time to Lose
- R-1042 Donna Summer One the radio
- R-1046 Boney M. My Friend Jack
- R-1052 Snoopy Rain / Snow and Ice
- R-1053 The Clash London Calling
- R-1054 Paul McCartney Coming up
- R-1055 Suzi Quatro I’ve Never Been in Love
- R-1060 Suzi Quatro Mama’s Boy
- R-1061 ABBA Ain’t No Mountain High Enough
- R-1062 The Police The Bed’s Too Big Without You
- R-1063 Eleni Chcę kochać
- R-1066 Goombay Dance Band Sun of Jamaica
- R-1067 Pappy’ion 1001 Nights (Alibaba)
- R-1069 Queen Play the Game
- R-1070 Jigsaw Sky high
- R-1073 The Rolling Stones Emotional Rescue
- R-1074 Kate Bush Babooshka
- R-1078 Julio Iglesias Passar di mano
- R-1079 Adriano Celentano Il tempo se ne va
- R-1083 Wawele Żółte plaże
- R-1090 Peter Kent It’s a real good feeling
- R-1091 Saragossa Band Ginger Red
- R-1096 Benelux and Nancy Dee Souvenirs
- R-1100 A La Carte Do Wah Diddy Diady
- R-1101 Village People Can’t Stop the Music
- R-1103 Styx Boat on the river
- R-1104 Donna Summer The wanderer
- R-1105 Maryla Rodowicz Baba blues
- R-1106 Eleni Kiedy grasz na buzuki
- R-1107 Boney M. Gadda-da-vida
- R-1108 Odyssey Use it Up and wear it out
- R-1109 Stevie Wonder Master Blaster (Jammin)
- R-1110 Goombay Dance Band Eldorado
- R-1111 Leo Sayer I love you more than i can say
- R-1114 Robert Palmer Johnny and Mary
- R-1116 Toto Cutugno Aio’ Aio’ Polinesia
- R-1120 Boney M. Children of Paradise
- R-1121 Chilly Come Let’s Go
- R-1123 Luv’ One more little kissy
- R-1124 John Lennon – Starting over ( Just like)
- R-1125 Precious Wilson Cry to me
- R-1127 Peter Kent For your love
- R-1128 Goombay Dance Band Love and tequila
- R-1129 A La Carte Doctor, Doctor (Help Me Please)
- R-1130 ABBA Super Trouper
- R-1131 Demis Roussos New horizon
- R-1135 A La Carte Ring Me Honey
- R-1136 ABBA The Piper
- R-1137 Suzi Quatro Rock Hard
- R-1138 Blondie The Tide is High
- R-1139 Raffaella Carra Pedro
- R-1142 Boney M. Felicidad
- R-1143 Barbra Streisand Women in Love
- R-1147 A La Carte Jimmy Gimmy Reggae
- R-1148 Boney M. Strange
- R-1152 Oliver Onions  "Sandokan"
- R-1154 Bee Gees& Barbara Streisand Gulity
- R-1158 John Lennon Watching the wheels
- R-1161 Arabesque "Marigot bay"
- R-1162 Goombay Dance Band "Rain"
- R-1165 Eruption "Runway"
- R-1174 Mazowsze- Bóg się rodzi
- R-1178 Boney M. 6 Tears of Boney M.
- R-1181 The Rolling Stones Start Me Up

### Taśmy szpulowe
- SZ-1 Różni wykonawcy Rock 81 1982

### Kasety
- TK-05 Różni wykonawcy Kantata Polska
- TK-10 Różni wykonawcy Piosenka na wskroś optymistyczna. Przeboje studenckiej piosenki
- TK-14 Hans Christian Andersen Baśnie
- TK-17 Różni wykonawcy Piosenki Z Włoskiego Buta
- TK-18 Różni wykonawcy Kolędy i pastorałki
- TK-19 Anna Jantar Anna Jantar
- TK-20 Różni wykonawcy Za górami za lasami...
- TK-22 Charles Perrault Śpiąca królewna
- TK-23 Różni wykonawcy Hity Tonpressu 2
- TK-24 Różni wykonawcy New Orleans
- TK-26 Różni wykonawcy Dla Ciebie
- TK-30 Różni wykonawcy Jak to jest z legandami
- TK-31 Różni wykonawcy Unicef – koncert 79
- TK-32 Kazimierz Kowalski Słowiańska dusza
- TK-34 Jerzy Dąbrowski Były w lesie raz igrzyska
- TK-35 Różni wykonawcy Szukam przyjaciela
- TK-37 Art Sulivan Art Sullivan
- TK-40 Jerzy Dąbrowski Leśna przeprowadzka / Cukierenka pod liściem
- TK-41 Piotr Łosowski O Maciusiu, który marzy by w pożarnej służyć straży
- TK-43 Kornel Makuszyński Przygody małpki Fiki-Miki
- TK-44 The Rolling Stones Latest Greatest
- TK-45 Izabela Trojanowska Iza
- TK-46 Jan Pietrzak ""Jan Pietrzak""
- TK-48 Classix Nouveaux Classics
- TK-50 Jan Brzechwa Pchła Szachrajka
- TK-51 Michał Markowski Garaż śmierci
- TK-52 Marcin Wolski Całe ryzyko
- TK-53 Frederic Harris Triumf Adama Pecksniffa
- TK-54 UB40 The Singles Album
- TK-55 Różni wykonawcy W Karzełkowie...
- TK-56 Jan Brzechwa Latający Pogrzebacz
- TK-57 Ludwik Jerzy Kern Ferdynand Wspaniały część I
- TK-58 Tracey Ullman You Broke My Heart in 17 Places
- TK-59 Klaus Mitffoch Klaus Mitffoch
- TK-60 David Knopfler Release
- TK-61 Eddy Grant Going for Broke
- TK-62 Jan Brzechwa Pan Soczewka
- TK-63 Różni wykonawcy Zimowy cyrk
- TK-64 Wiesław Ochman Narodziła nam się dobroć
- TK-65 Ludwik Jerzy Kern Ferdynand Wspaniały część II
- TK-66 Tadeusz Gosk Drobny wynalazek
- TK-67 Jan Brzechwa Pan Soczewka w puszczy
- TK-69 Maria Konopnicka Pimpuś Sadełko
- TK-71 Lombard Anatomia
- TK-72 Jan Brzechwa Rycerz Szaławiła
- TK-79 Aleksander Puszkin Bajka o carze Sałtanie
- TK-82 Anna Jurksztowicz Dziękuję, nie tańczę
- TK-90 Vadim Brodski Beatles Symphony
- TK-95 Western Standard Góralu czy ci nie żal
- TK-96 Różni wykonawcy The Best of Italo Disco
- TK-98 Jędrzej Bednarowicz Baśń o sześciu łabędziach
- TK-100 Soliści, chór i orkiestra Centralnego Zespołu Artystycznego Ludowego Wojska Polskiego „Legiony to...”
- TK-120 Wolfgang Amadeus Mozart Koncert Skrzypcowy D-dur KV 218...
- TK-121/3 Kwartet Wilanów Joseph Haydn – Kwartety op. 76 nr 1-6
- TK-125 Henryk Wieniawski I Koncert Skrzypcowy Fis-moll Op. 14...
- TK-129 Voo Voo Łobi jabi
- TK-131 Lady Pank Lady Pank
- TK-132 TSA Live
- TK-133 Izabela Trojanowska Układy
- TK-135 Klaus Mitffoch Klaus Mitffoch
- TK-136 Sława Przybylska Alef-Bejs
- TK-137 Obywatel G.C. Obywatel G.C.
- TK-138 Różni wykonawcy Polish Punk Menu
- TK-139 Maanam Singles Collection
- TK-140 Krzak Krzak’i
- TK-142 Różni wykonawcy Jeszcze młodsza generacja
- TK-143 Lech Janerka Historia podwodna
- TK-151 Różni wykonawcy Reggae Remanent
- TK-158 Atrakcyjny Kazimierz Przychodził nocą

- TGMC 01 Perfect Złote przeboje

### Płyty CD
- CD-T 001 Vadim Brodski Beatles Symphony
- CD-T 003 Vadim Brodski Camille Saint-Saëns
- CD-T 005 Vadim Brodski, Agnieszka Duczmal Wolfgang Amadeus Mozart – Koncert skrzypcowy D-dur KV 218 (Wadim Brodski) / Eine Kleine Nactmusik KV 525 / Divertimemto D-dur KV 136, Agnieszka Duczmal dyryguje Orkiestrą Kameralną Polskiego Radia i Telewizji w Poznaniu
- CD-T 006 Wiesław Ochman Arie z oper słowiańskich
- CD-T 007 Marek Drewnowski Domenico Scarlatti – „Sonaty”
- CD-T 008 Marek Drewnowski Chopin – Walce / The Waltzes
- CD-T 010 Marek Drewnowski Fryderyk Chopin – Koncert Fortepianowy e-moll op.11, wraz z Orkiestrą Symfoniczną Filharmonii Narodowej w Warszawie pod dyrekcją Wojciecha Michniewskiego
- CD-T 011 Henryka Januszewska, Marek Drewnowski Fryderyk Chopin – Pieśni i piosenki op.74
- CD-T 012/3 Kwartet Wilanów Joseph Haydn – Kwartety op. 76 nr 1-6
- CD-T 014 Obywatel G.C. Obywatel G.C. (reedycja SX-T 89)
- CD-T 015 Papa Dance Nasz nieziemski Eden (reedycja SX-T 124)
- CD-T 016 Różni wykonawcy Golden Oldies vol. 1
- CD-T 017 Różni wykonawcy Golden Oldies vol. 2
- CD-T 018 Black Sabbath Paranoid (reedycja SX-T 190)
- CD-T 019 Klaus Mitffoch Klaus Mitffoch (reedycja SX-T 40)
- CD-T 020 Lech Janerka Historia podwodna (reedycja SX-T 70)
- CD-T 022 Różni wykonawcy Nadieżda Kadyszewa Pieśni rosyjskie
- CD-T 025 Perfect UNU (reedycja SX-T 17)
- CD-T 026 Lady Pank Lady Pank (reedycja SX-T 26)
- CD-T 027 TSA Live (reedycja SX-T 11)
- CD-T 028 Voo Voo Łobi jabi
- CD-T 034 Violetta Villas Laleczka
- CD-T 037 Atrakcyjny Kazimierz Przychodził nocą
- CD-T 044 Tatiana Szebanowa Fryderyk Chopin – Preludes Impromptus

- CDT006 Dżem Single
- CDT012 Izabela Trojanowska Układy (reedycja SX-T 12)
- CDT019 Klaus Mitffoch Klaus Mitffoch (reedycja SX-T 40)
- CDT020 Lech Janerka Historia podwodna (reedycja SX-T 70)
- CDT023 Różni wykonawcy Przedwojenny Lwów – Oryginalne nagrania z lat 1930-1940
- CDT027 2 plus 1 Bez limitu (reedycja SX-T 27)
- CDT030 Sława Przybylska Alef-Bejs: Pieśni i piosenki żydowskie
- CDT041 Różni wykonawcy Prywatka babuni – Utwory taneczne lat 30-tych i 40-tych
- CDT042 Różni wykonawcy Stare Polskie Tanga
- CDT044 Ałła Pugaczowa Ałła Pugaczowa
- CDT045 Różni wykonawcy Muzyka Polskich Kabaretów lat 1930–40
- CDT050 Kapitan Nemo Kapitan Nemo (reedycja SX-T 50)
- CDT053 Różni wykonawcy Polskie ballady rockowe Vol. I
- CDT054 Różni wykonawcy Polskie ballady rockowe Vol. II
- CDT055 Różni wykonawcy Polskie ballady rockowe Vol. III
- CDT062 Różni wykonawcy Jak punk to punk (reedycja SX-T 61)
- CDT068 Różni wykonawcy Przeboje Polskiego Rocka Vol. 2
- CDT069 Różni wykonawcy Przeboje Polskiego Rocka Vol. 1
- CDT070 Różni wykonawcy Przeboje Polskiego Rocka Vol. 3
- CDT071 Różni wykonawcy Jak punk to punk Vol. 2
- CDT073 Siekiera Nowa Aleksandria (reedycja SX-T 73)
- CDT078 Majka Jeżowska A ja wolę moją mamę (reedycja SX-T 78)
- CDT079 Różni wykonawcy Ballady z krainy łagodności
- CDT087 Anna Jurksztowicz Dziękuję nie tańczę (reedycja SX-T 87)
- CDT163 Aya RL Aya RL (niebieska) (reedycja SX-T 163)
- CDT499 Krzysztof Krawczyk Single
- CDT836 Anna Jantar Anna Jantar
- CDT990 Vitalij Petraniuk Mój Okudżawa
- CDT991 Ukraiński Kwartet Akordeonowy Harmonia Classical Time
- CDT992 Teatr Zwierciadło Piosenki Lwowskie „Bal u weteranów”
- CDT993 Teatr Zwierciadło Pieśni ukraińskie
- CDT995 Loch Camelot Kolędy do śpiewania po domach
- CDT996 Loch Camelot Pieśni niepodległości
- CDT997 Vitalij Petraniuk Ballady rosyjskie
- CDT998 Dzikie Pola Dwa Kolory – Pieśni ukraińskie i kozackie

- TGCD 01 Perfect Złote przeboje
- TGCD 03 Lady Pank Złote przeboje